# Conacul din Tupilați

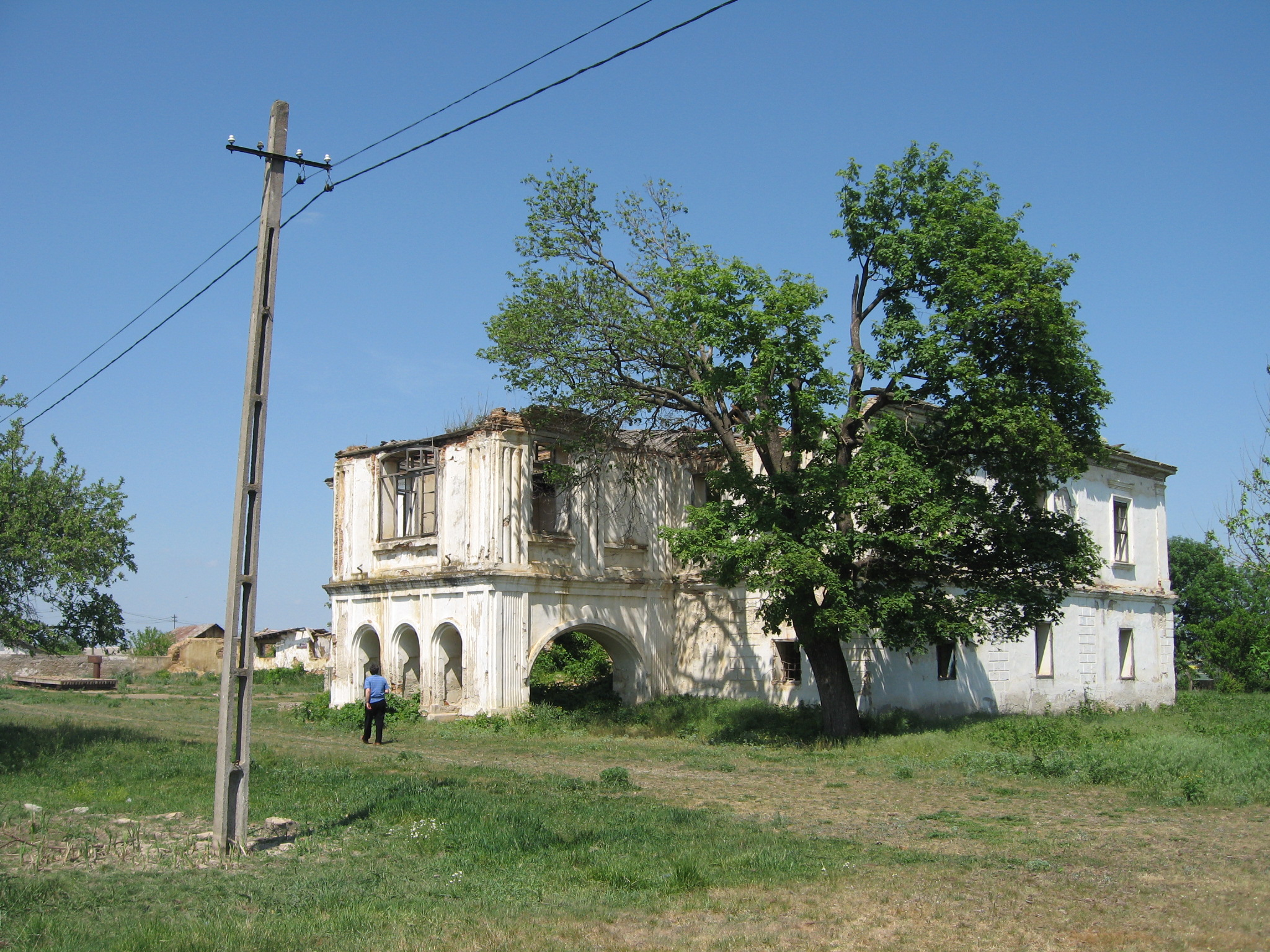
Ruinele conacului familiei Catargi din Tupilaţi

Conacul din Tupilați este un conac în ruine care se află în satul Tupilați din județul Neamț și care a fost construit de către familia marelui logofăt Ștefan Catargiu în anul 1842, pe locul unuia mai vechi.
Raportul Comisiei Prezidențiale pentru Patrimoniul Construit, Siturile Istorice și Naturale din septembrie 2009 se referă astfel la Conacul familiei Catargi din Tupilați: "Construit în secolul al XVIII-lea și modificat în 1842, este cel mai bun exemplu de curte boierească din Moldova, datorită supraviețuirii tuturor componentelor arhitecturale în picioare, poarta, zidurile, împrejmuirea fortificată cu turnurile cilindrice de la colțuri, anexele și impunătoarea casă boierească." 
Ansamblul curții boierești de la Tupilați se află pe "Lista monumentelor istorice din județul Neamț 2004" la nr. 476, având codul  NT-II-a-B-10723. El este compus din două monumente cu același regim: 
- Conacul Catargi, având codul NT-II-m-B-10723.01 și
- zidul de incintă cu codul NT-II-m-B-10723.02.

## Scurt istoric
Conacul Catargi din Tupilați a fost construit în secolul al XVIII-lea și modificat în anul 1842.   Suprafața de 10.400 metri pătrați a conacului care cuprindea pe lângă conacul propriu-zis și o serie de dependințe (locuințe pentru îngrijitori, grajduri, beciuri și hambare) era înconjurată, după modelul fortificațiilor marilor reședințe feudale, de un zid din piatră nefasonată cu turnuri circulare de apărare la colțuri, datând din epoca medievală. Tradiția locală atribuie atât turnurile de la colțurile zidului de piatră împrejmuitor, cât și stejarul secular de lângă conac perioadei de domnie a lui Ștefan cel Mare (1457-1504). 
Conacul și dependințele făceau parte dintr-un ansamblu arhitectural unitar împreună cu Biserica "Sf. Voievozi" din același sat, care a fost ctitorită în 1811 de către boierul Ștefan Catargiu (1789-1866), mare logofăt și caimacam al Principatului Moldovei. De asemenea, și biserica este monument istoric, având codul NT-II-m-B-10722.
Conacul are un etaj, fațada sa fiind împărțită de un pavilion vertical cu geamlâc în două corpuri inegale. În conac se intra printr-o boltă de trăsură cu stâlpi și deschideri în arcadă.   
După instaurarea regimului comunist în România în anul 1948, conacul a fost expropriat de stat și transformat în sediu de cooperativă agricolă de producție. El a fost folosit mulți ani la rând fără a i se face lucrări de reparații sau măcar de întreținere. Nemaifiind îngrijit, el a început să se degradeze. Într-un raport din 1978, conacul este prezentat ca fiind degradat, iar grinzile și acoperișul pe punctul de a se dărâma.  După cum își amintesc localnicii, înainte de revoluția din decembrie 1989, colonelul Radu Strâmbeanu, fiul ultimului proprietar al moșiei, a venit o dată de la Craiova, unde locuia, pentru a vizita fosta moșie de familie și a rămas impresionat neplăcut de disprețul cu care era utilizat fostul conac părintesc. 

## Degradarea conacului și restituirea acestuia către moștenitori

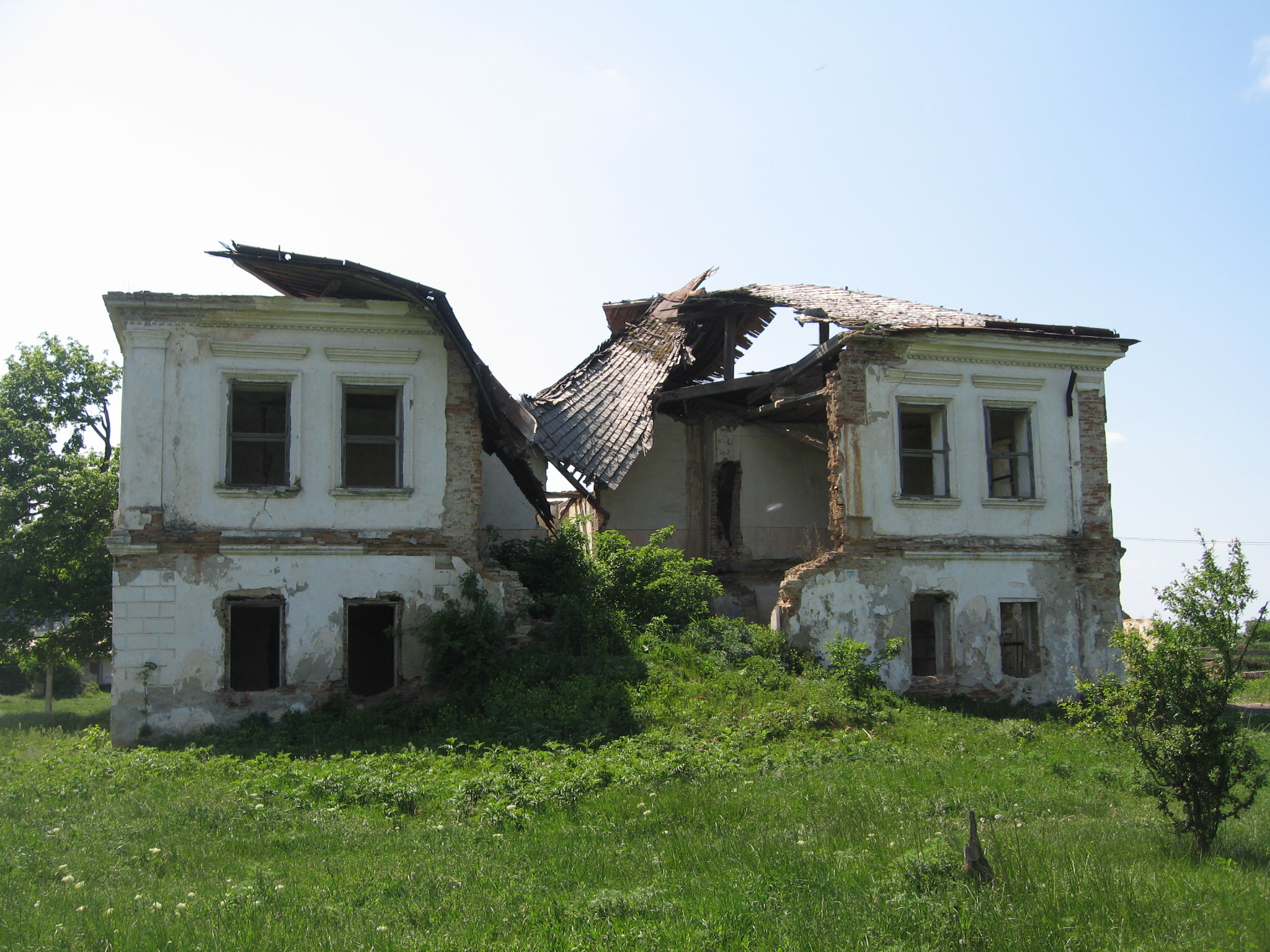
Ruinele conacului familiei Catargi din Tupilaţi

După răsturnarea regimului comunist, conacul a trecut în administrarea Primăriei Tupilați care nu s-a preocupat de reabilitarea sa, situația sa juridică fiind incertă. După cum declara în anul 2008 Elena Strâmbeanu, nora generalului Strâmbeanu, "pe vremea colectivului, fusese ținut cât de cât în bună stare, dar după aceea a ajuns într-o stare jalnică. Am găsit, imediat după ‘89, conacul întreg – mergeai pe scara interioară până sus. Dar după aceea au fost furate ferestrele, ușile, iar scara interioară s-a prăbușit. A mai rămas intactă, o vreme, ghereta paznicului și, în curte, un grajd pentru cai".  De-a lungul timpului, degradarea conacului s-a accentuat, o parte din acoperiș și peretele de est cu plafoanele s-au prăbușit, iar pe clădire și pe ziduri s-au instalat plăcuțe de avertizare: "Atenție! Pericol de prăbușire". 
În anul 1990, după apariția Legii 18/1990, moștenitorii generalului Strâmbeanu - Elena Strâmbeanu, nora generalului și două nepoate de-ale ei, Gabriela Dricu și Georgeta Chifu-, ultimul proprietar al conacului Catargi din Tupilați, au început primele demersuri pentru retrocedarea proprietății confiscate de stat în 1948, depunându-se o cerere la Consiliul Local al comunei Tupilați. Ca urmare a nesoluționării favorabile a cererii, moștenitorii au făcut contestație la decizia Comisiei Județene de aplicare a legilor fondului funciar.  Soluționarea cauzei s-a tărăgănat și abia în iunie 2008, Prefectura a eliberat hotărârea pentru punerea în posesie a conacului cu dependințele acestuia și 35 de hectare de teren din fosta moșie către moștenitorii familiei Strâmbeanu. 
Deoarece conacul și zidul de incintă se află pe Lista monumentelor istorice, ele nu pot fi demolate sau reconstruite decât cu aviz. În anul 2009, moștenitorii generalului Strâmbeanu au inițiat o serie de demersuri pentru scoaterea monumentului din patrimoniul cultural național, pretextând că nu dispun de bani pentru repararea acestuia, conacul fiind distrus în proporție de 90%. Odată cu declasarea conacului din lista monumentelor istorice și de arhitectură, acesta ar putea fi demolat fără nici o opreliște. 
Stejarul secular de lângă Conacul din Tupilați avea odată o plăcuță care arăta că este monument al naturii și că datează din anii 1500. În ultimii ani, stejarul s-a uscat, iar plăcuța a dispărut. 
Raportul Comisiei Prezidențiale pentru Patrimoniul Construit, Siturile Istorice și Naturale din septembrie 2009 se referă și el la situația Conacul Catargi din Tupilați: "Folosit ca sediu C.A.P. în perioada comunistă, conacul este astăzi abandonat în stare de ruină, fiind un exemplar excepțional de arhitectură istorică pe cale să dispară." 
În paralel, polițiștii de la Compartimentul Protecția Patrimoniului Cultural din cadrul Serviciului de Cercetare a Criminalității desfășoară o anchetă penală pentru identificarea persoanelor vinovate de neglijență în serviciu din vina cărora conacul a ajuns într-o stare avansată de degradare. De asemenea, specialiști de la Complexul Muzeal Național Moldova din Iași și de la Institutul de Arheologie al Academiei Române, filiala Iași s-au deplasat la Tupilați pentru a alcătui un raport de evaluare a pagubelor. 
Din cauza faptului că noii proprietari nu au făcut nimic pentru a conserva conacul monument istoric și l-au lăsat în paragină, polițiștii din județul Neamț au aplicat trei sancțiuni contravenționale, în valoare de 5.000 de lei fiecare, celor trei moștenitori (Elena Strâmbeanu, Georgeta Chifu și Gabriela Dricu) pentru încălcarea prevederilor din Legea privind protejarea monumentelor istorice. 

## Imagini

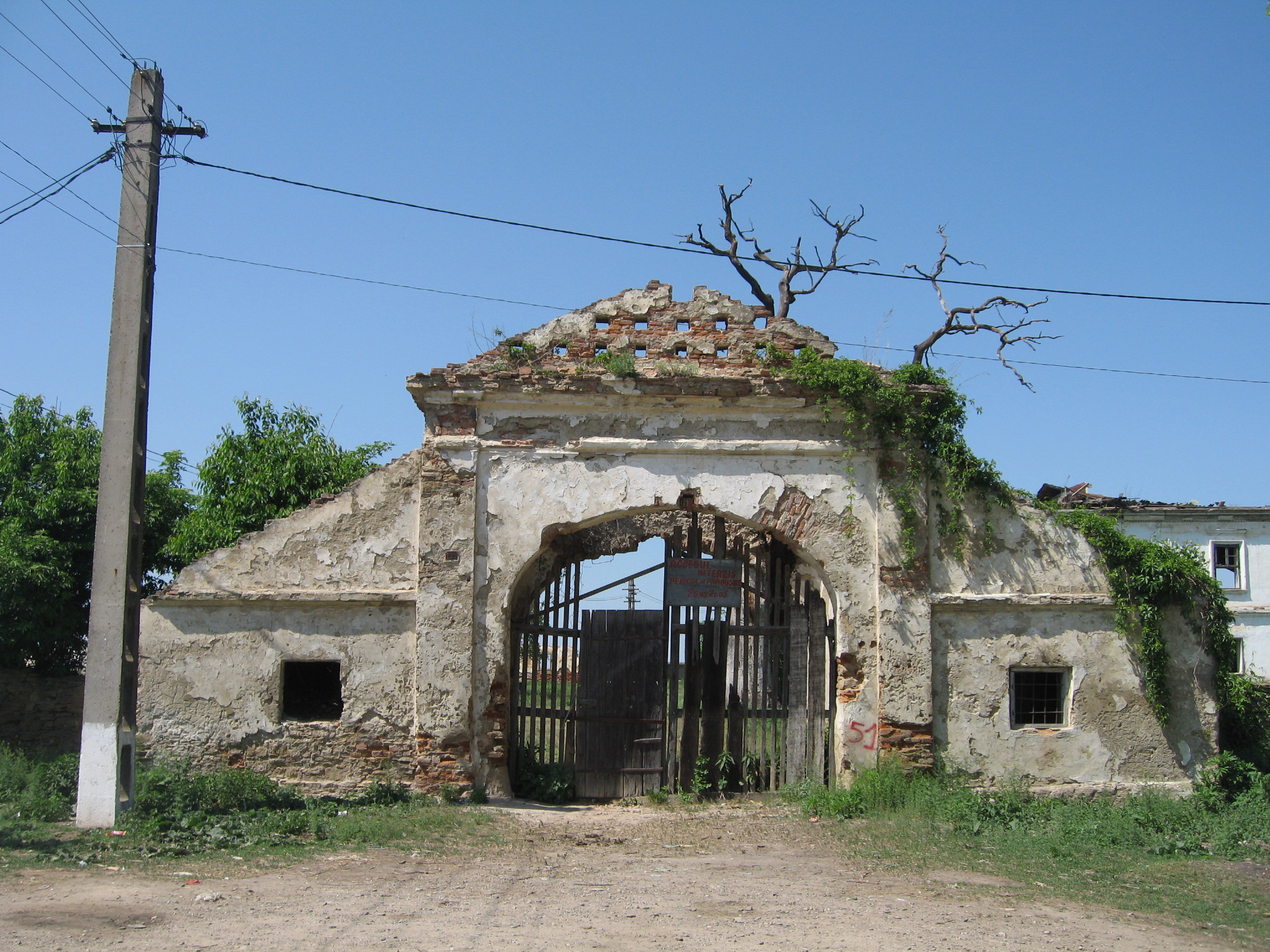
Poarta de intrare în curtea boierească
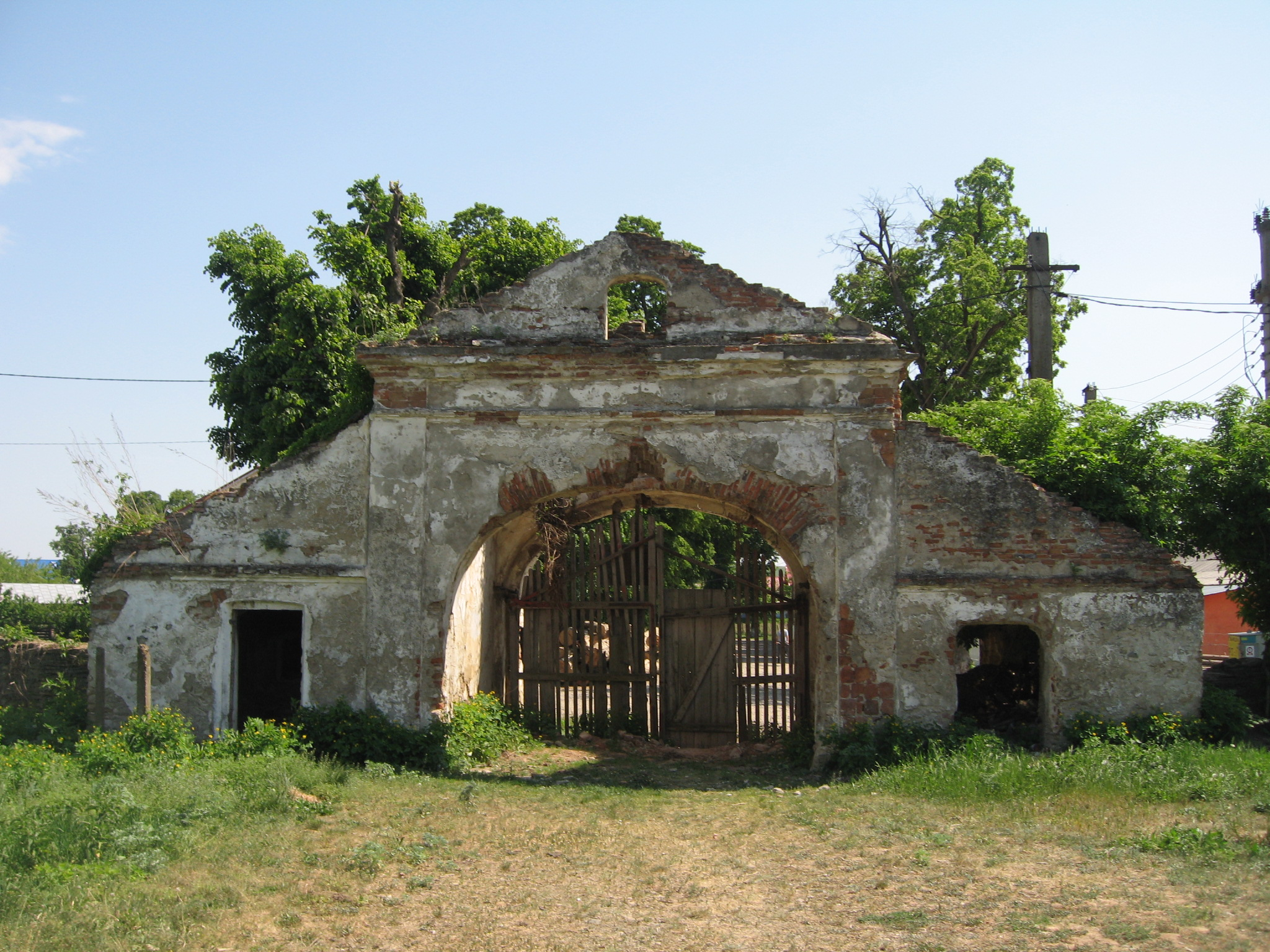
Poarta privită din interiorul curţii
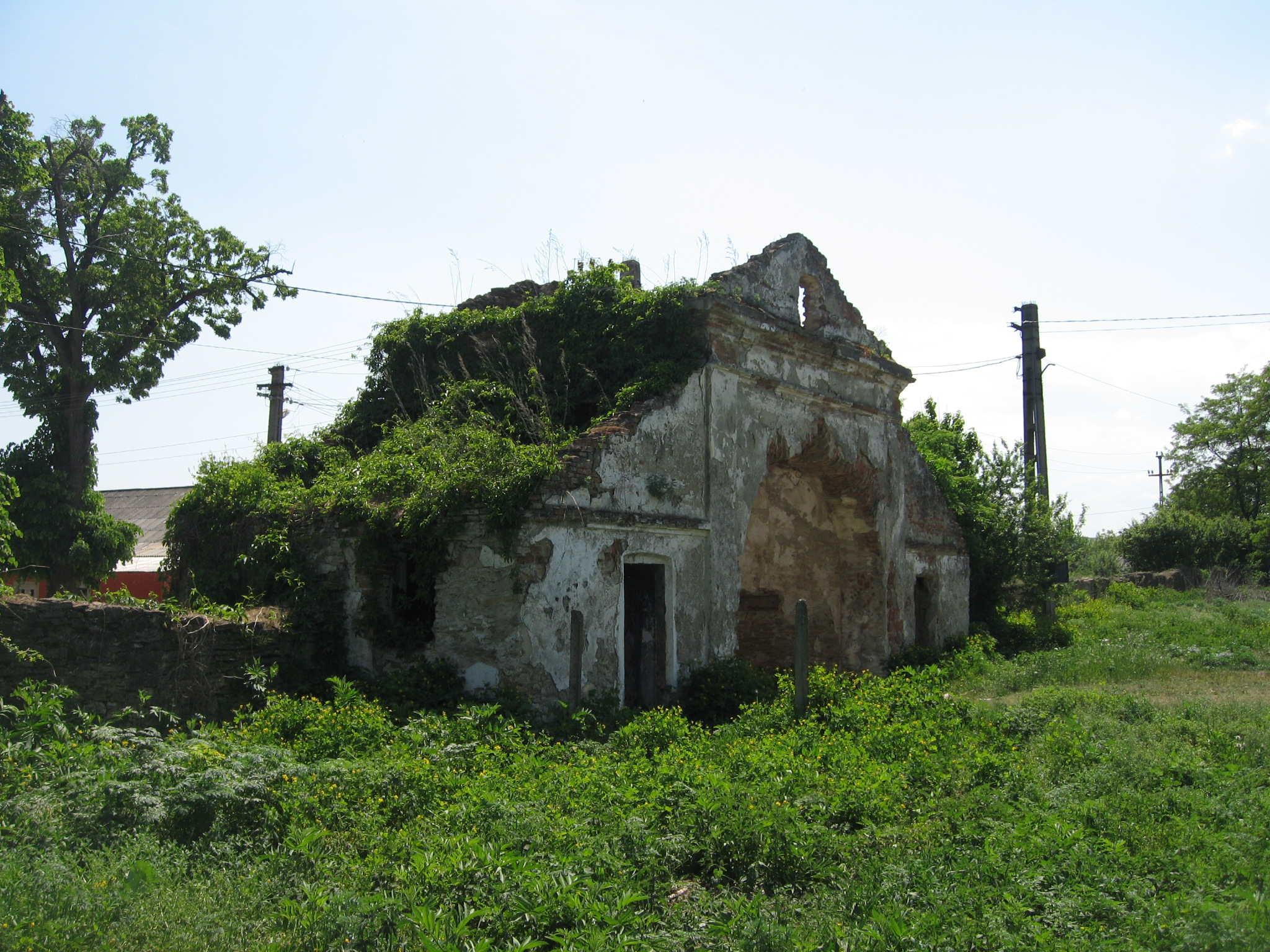
Poarta privită din interiorul curţii
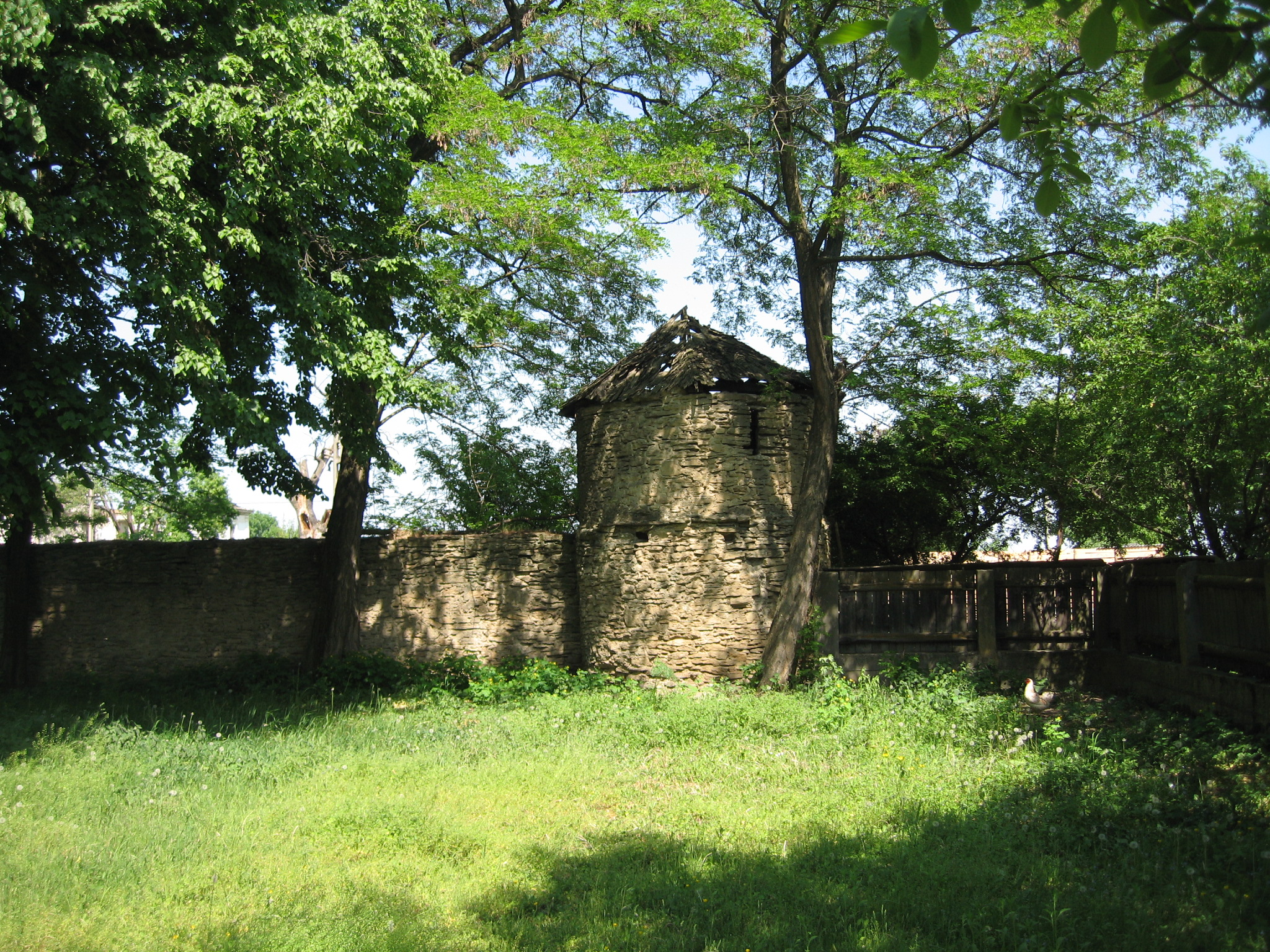
Turn circular de apărare, localizat în gardul bisericii
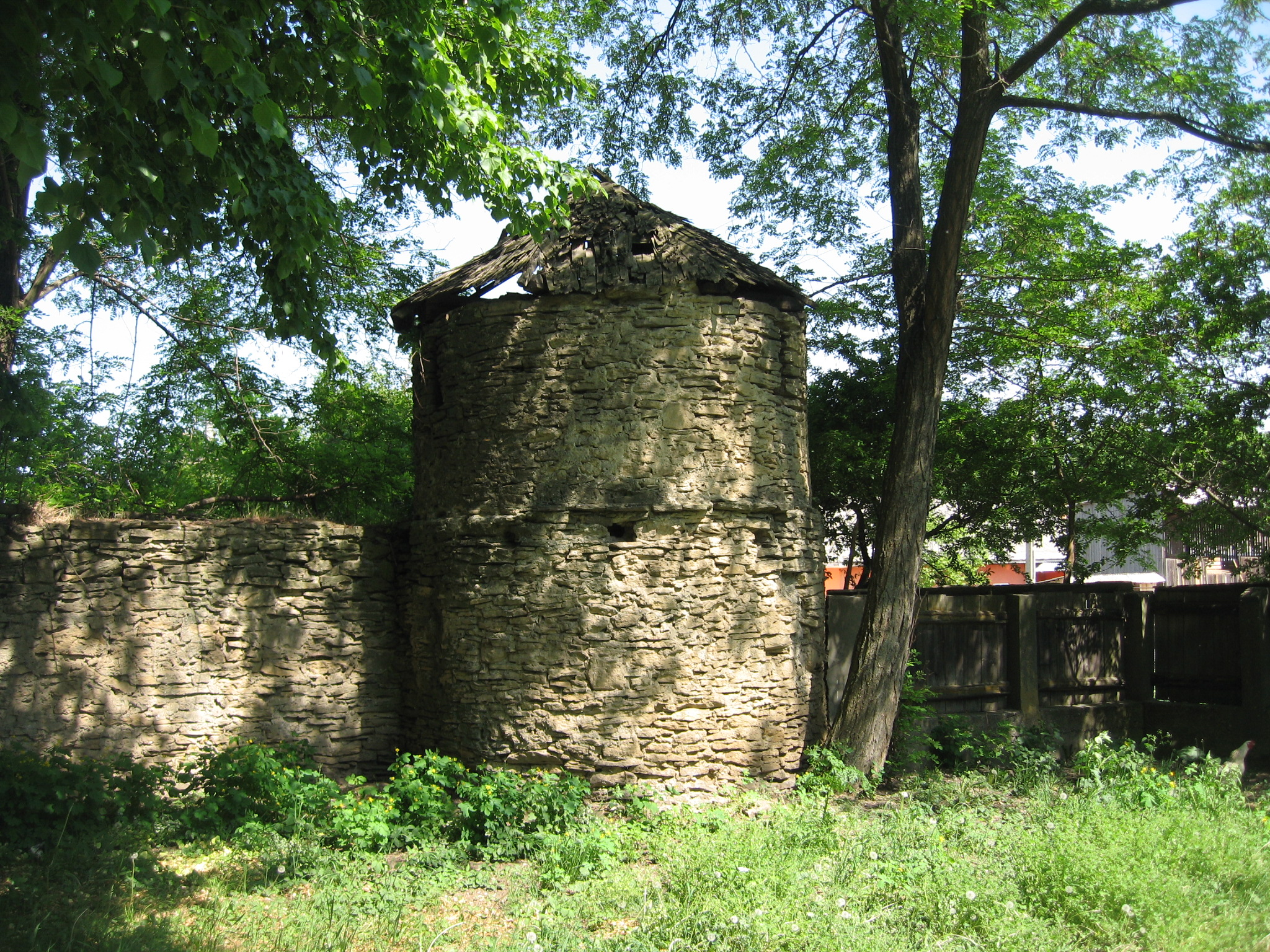
Turn circular de apărare, localizat în gardul bisericii
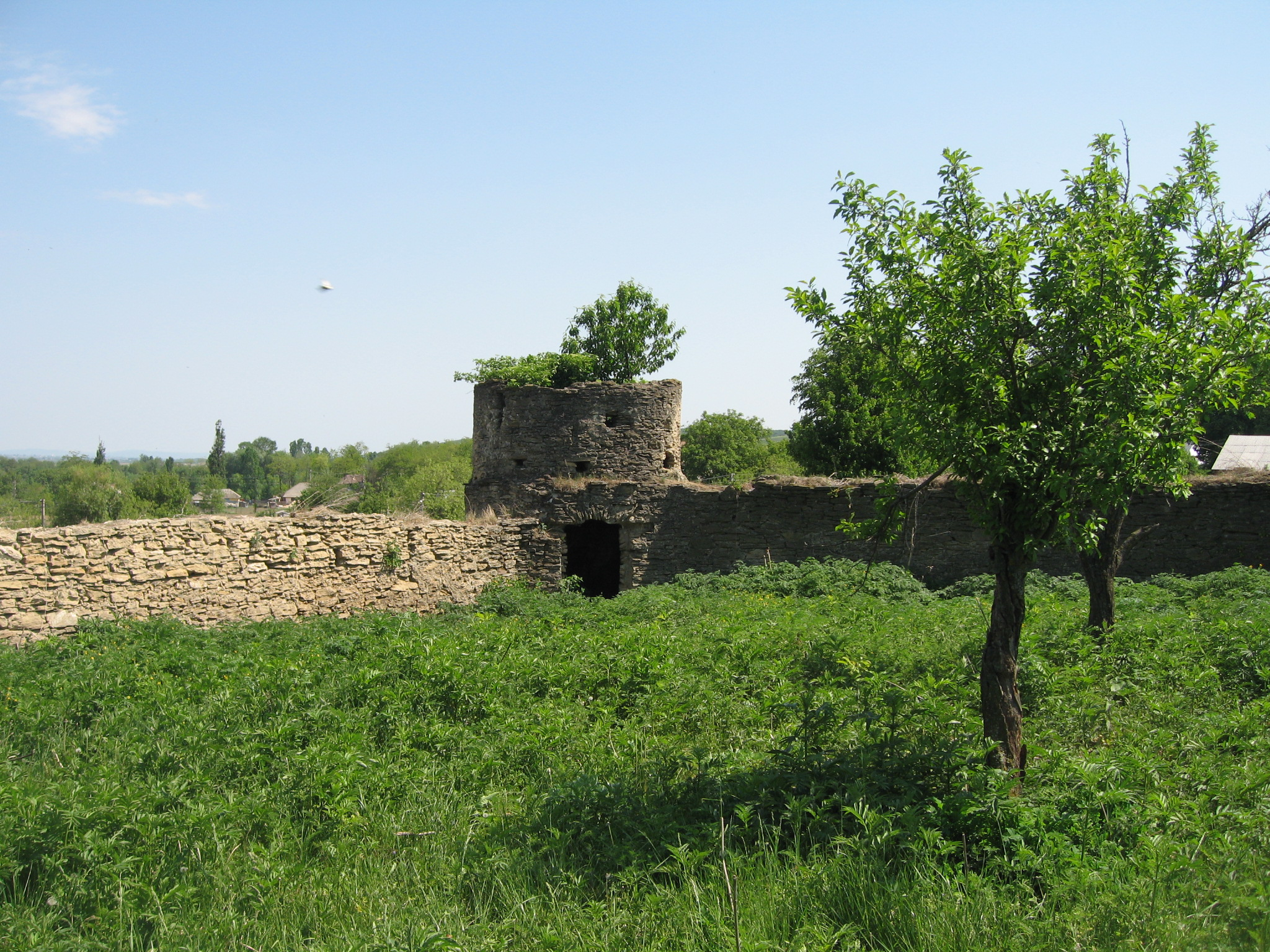
Turn circular de apărare
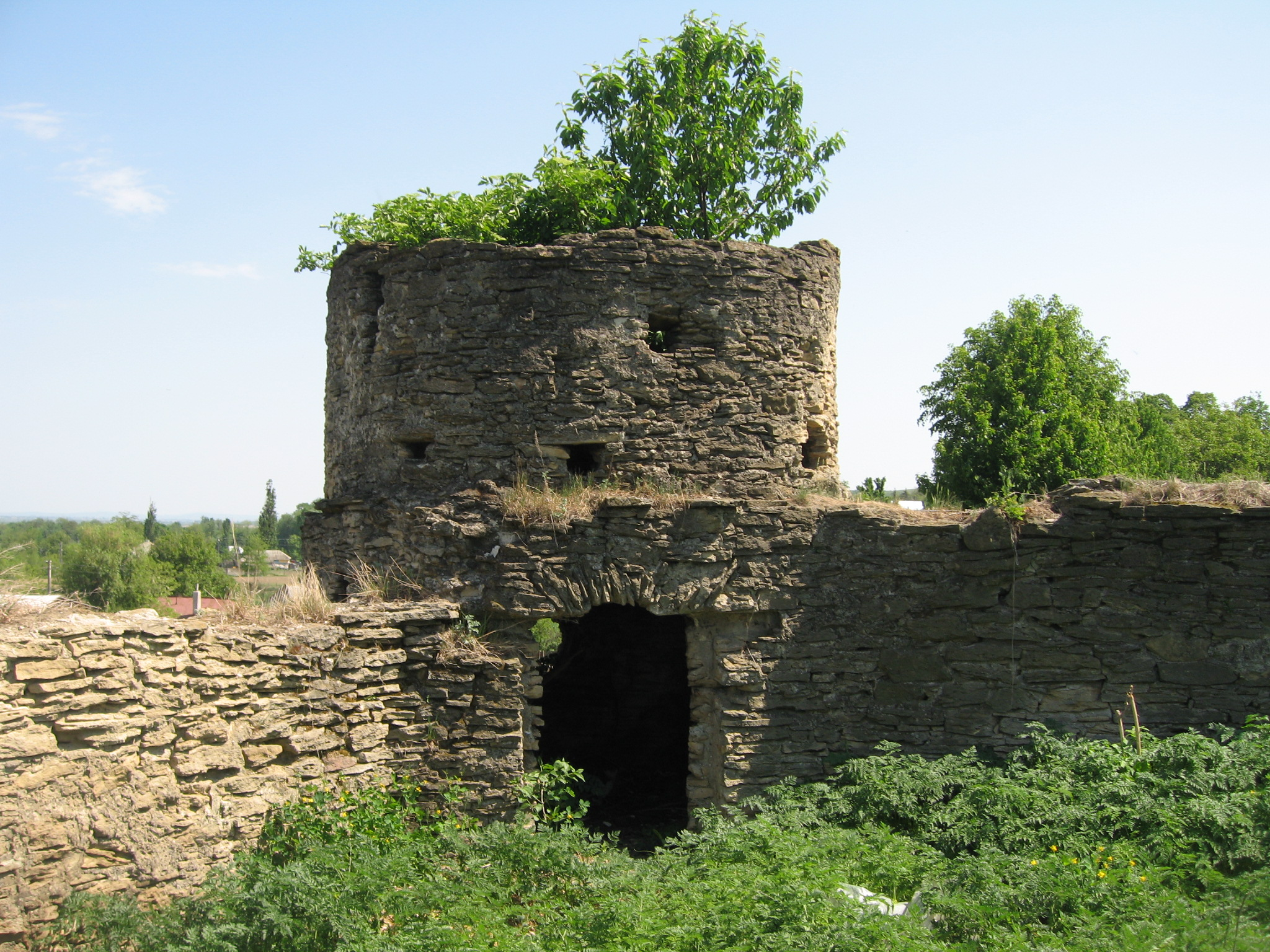
Turn circular de apărare
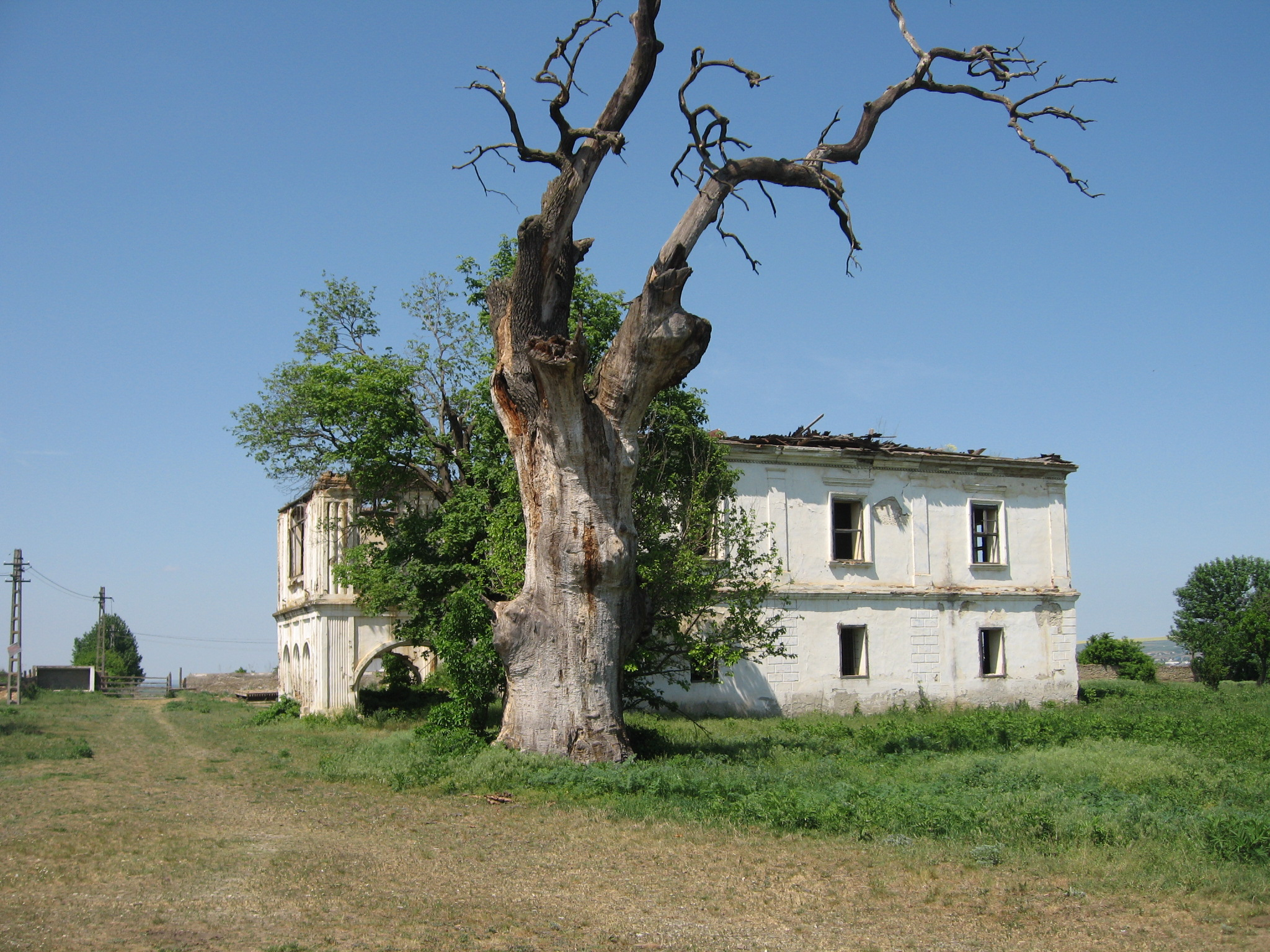
Conacul şi stejarul multisecular
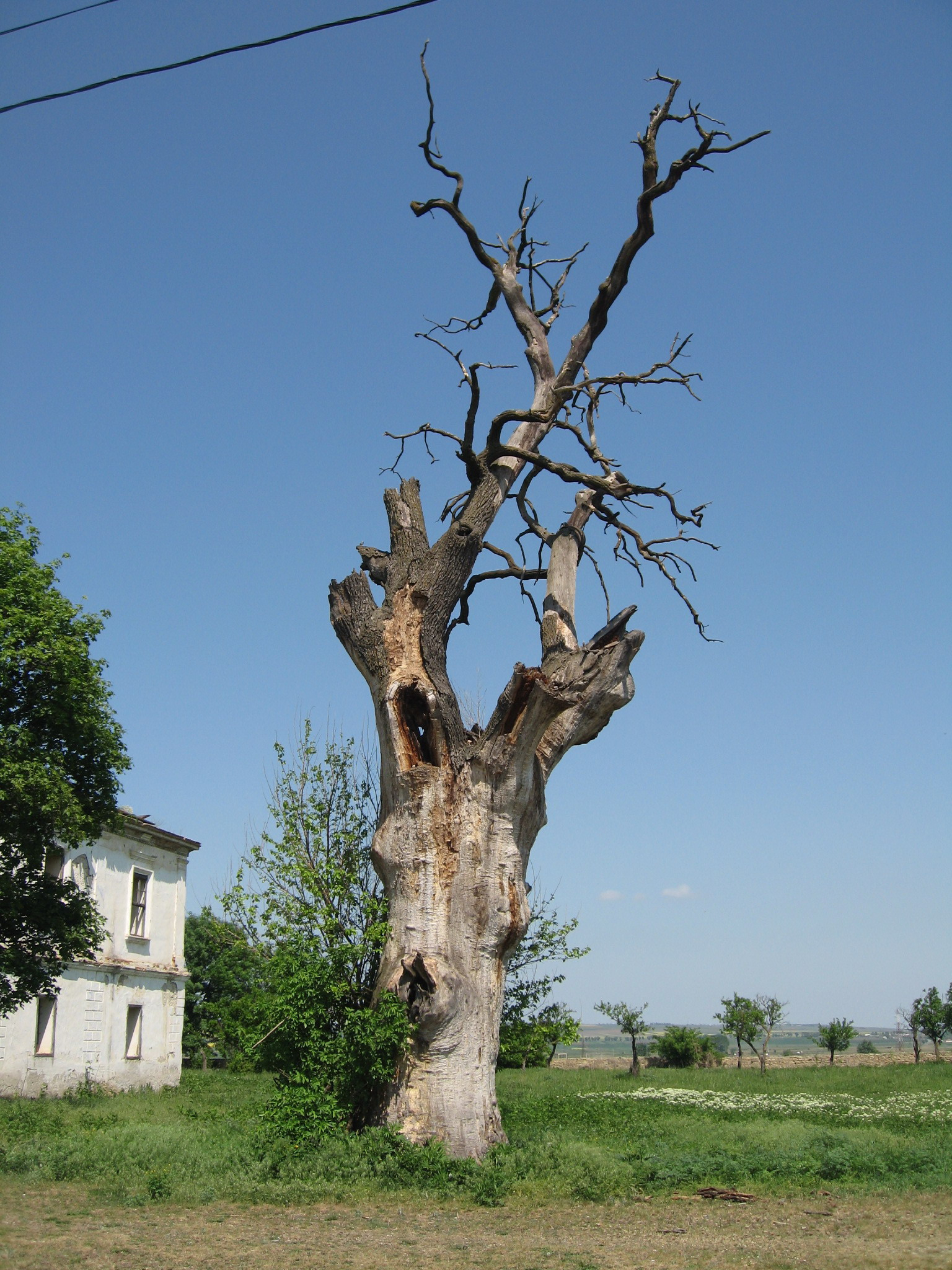
Stejarul multisecular
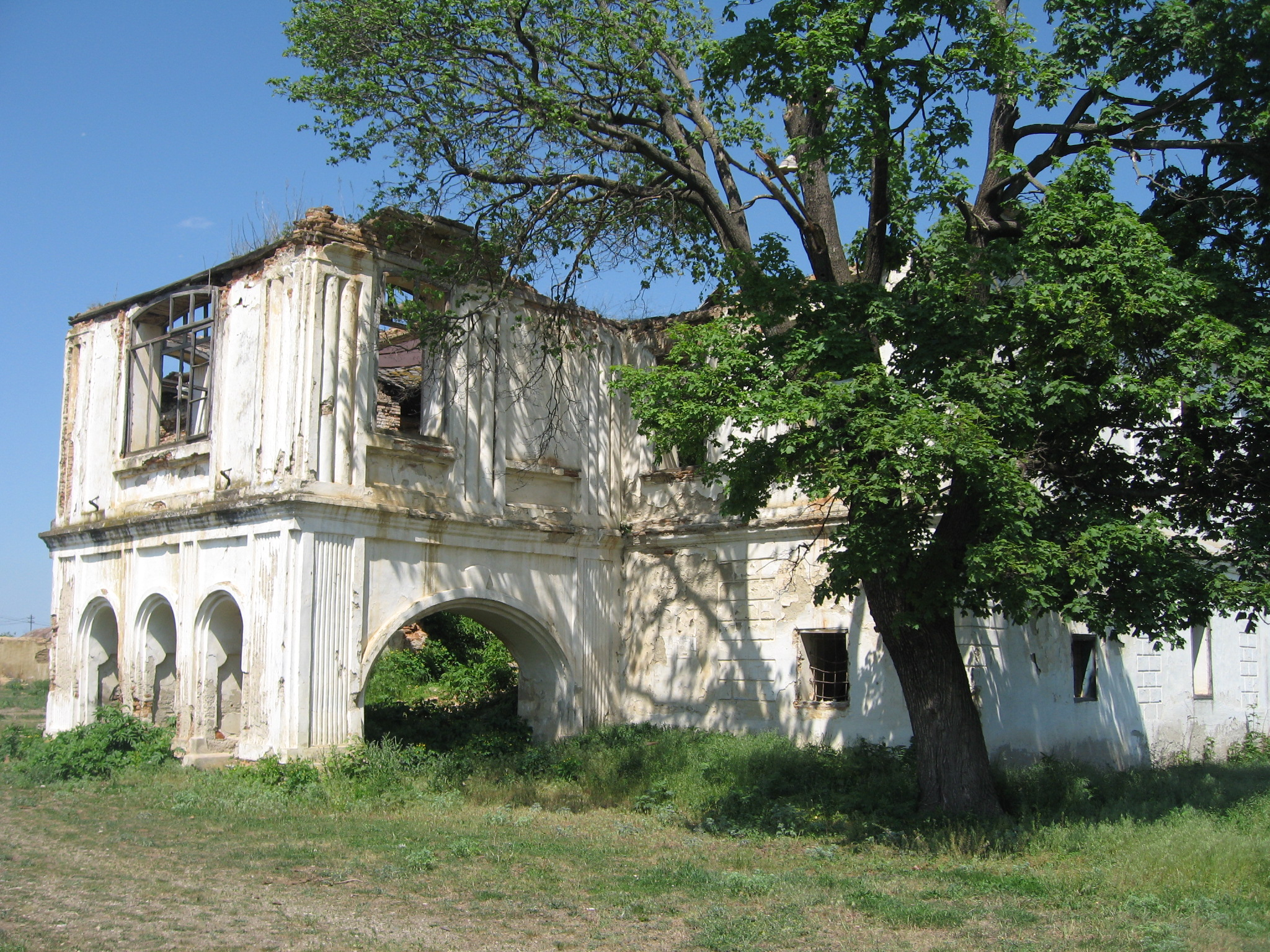
Partea din faţă a conacului
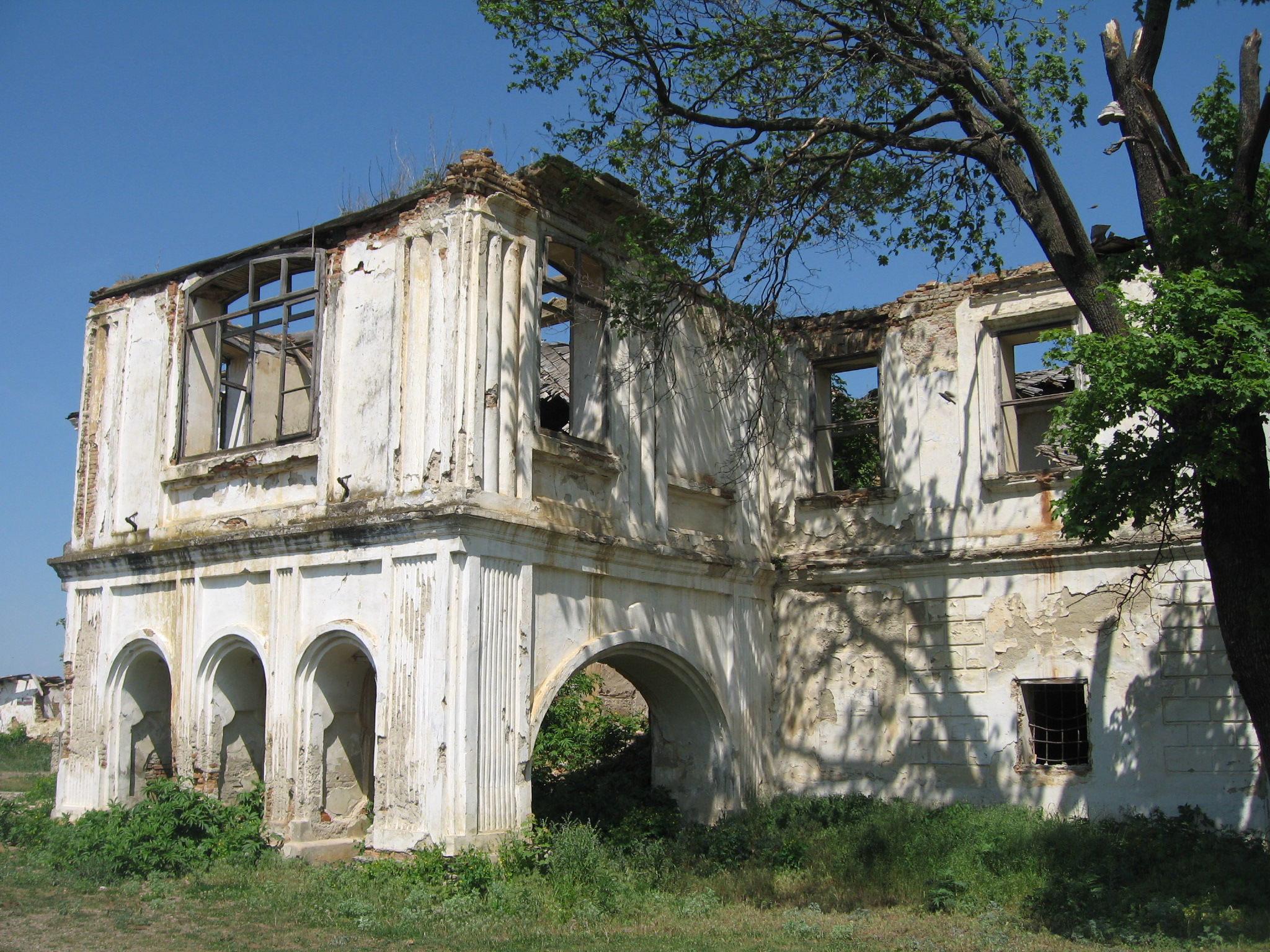
Partea din faţă a conacului
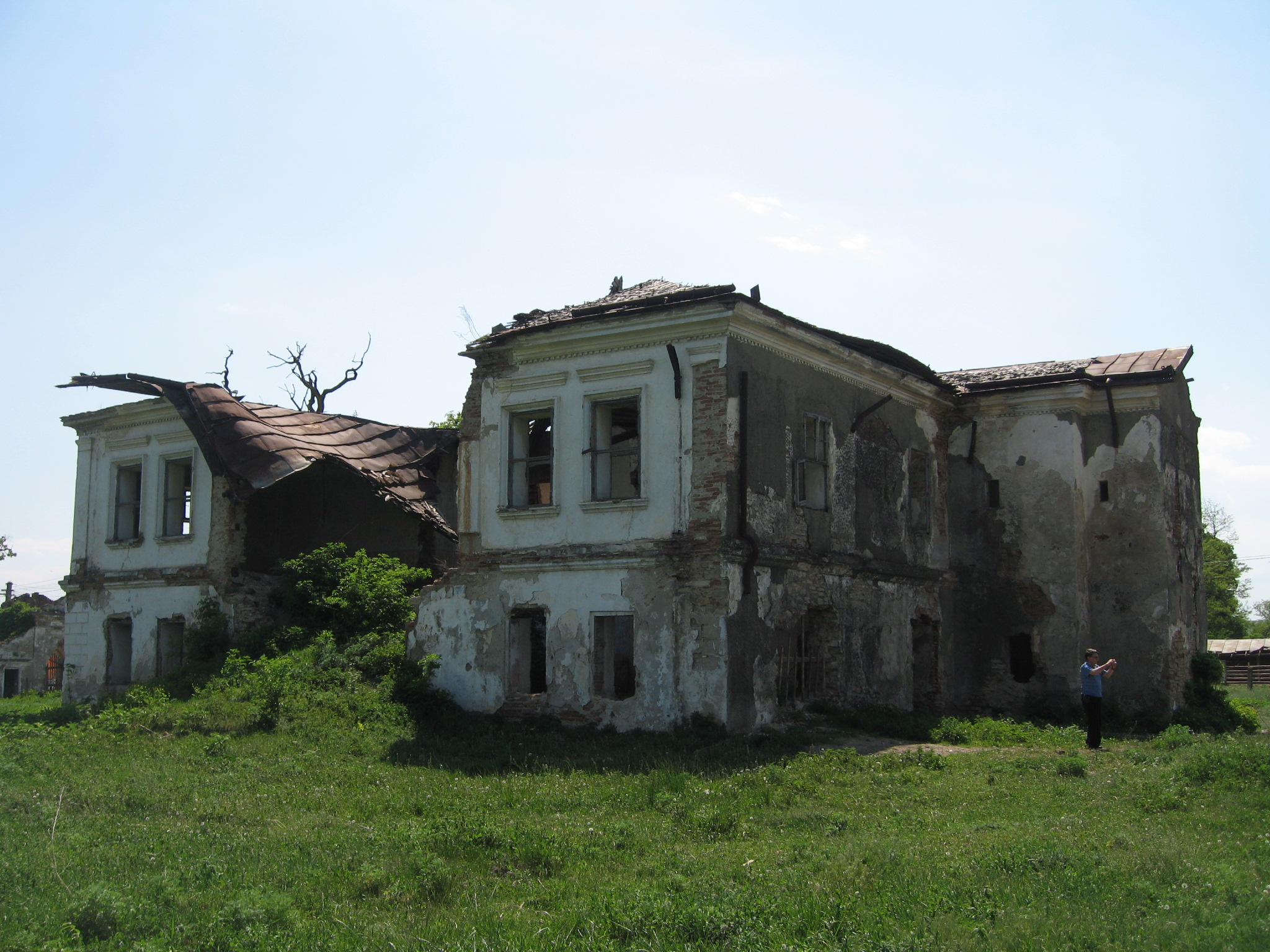
Partea din spate a conacului
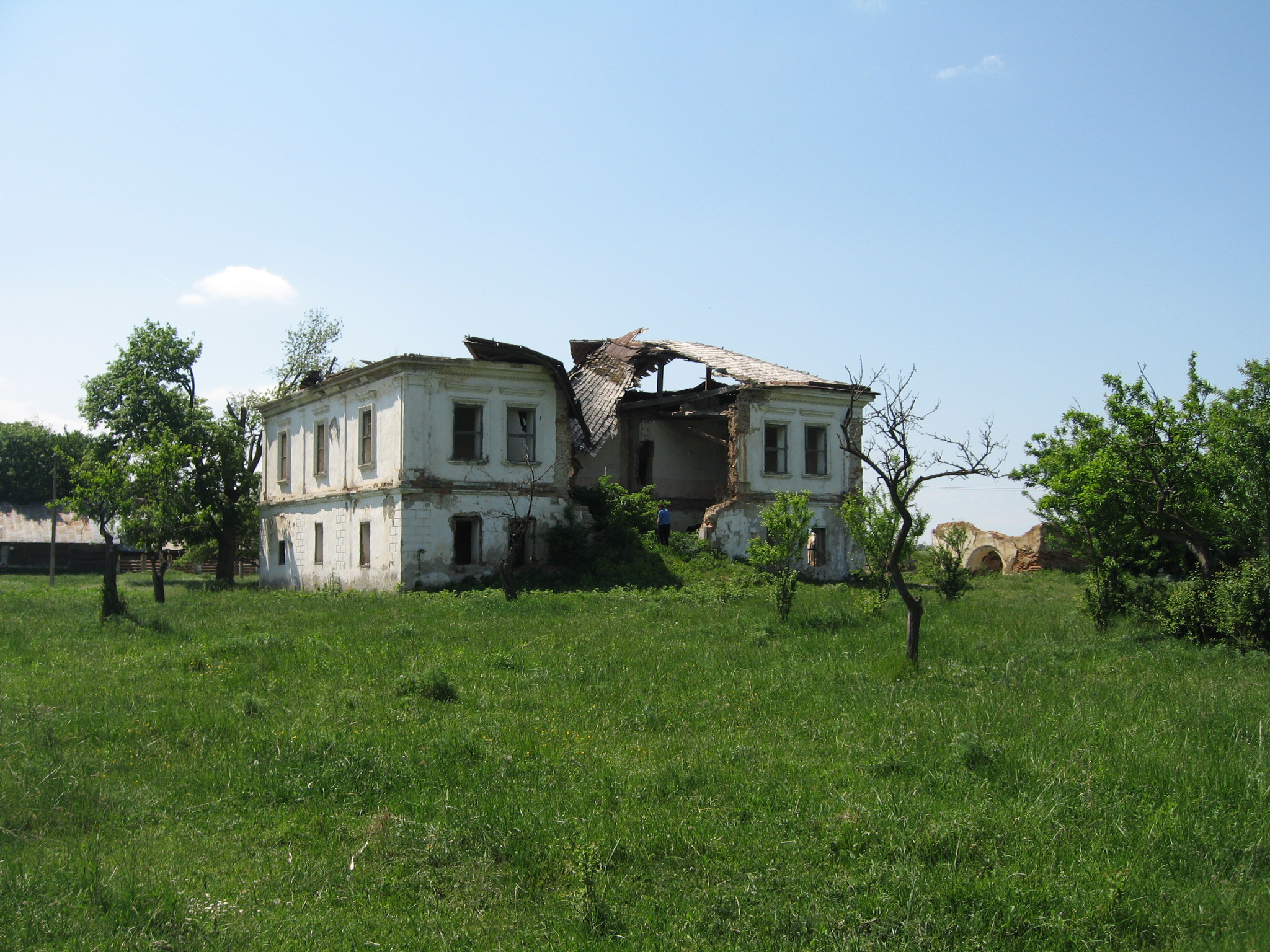
Partea din spate a conacului
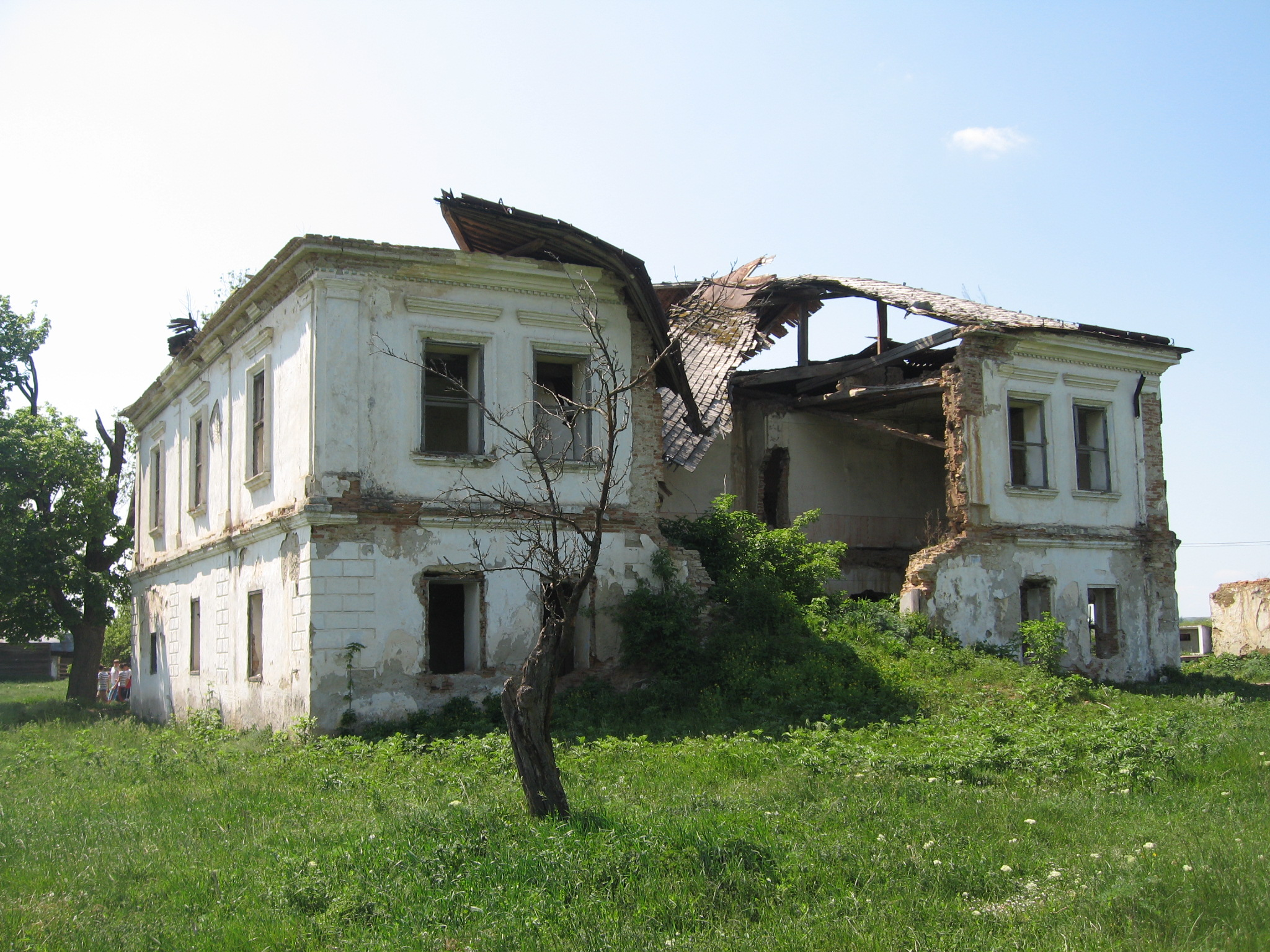
Partea din spate a conacului
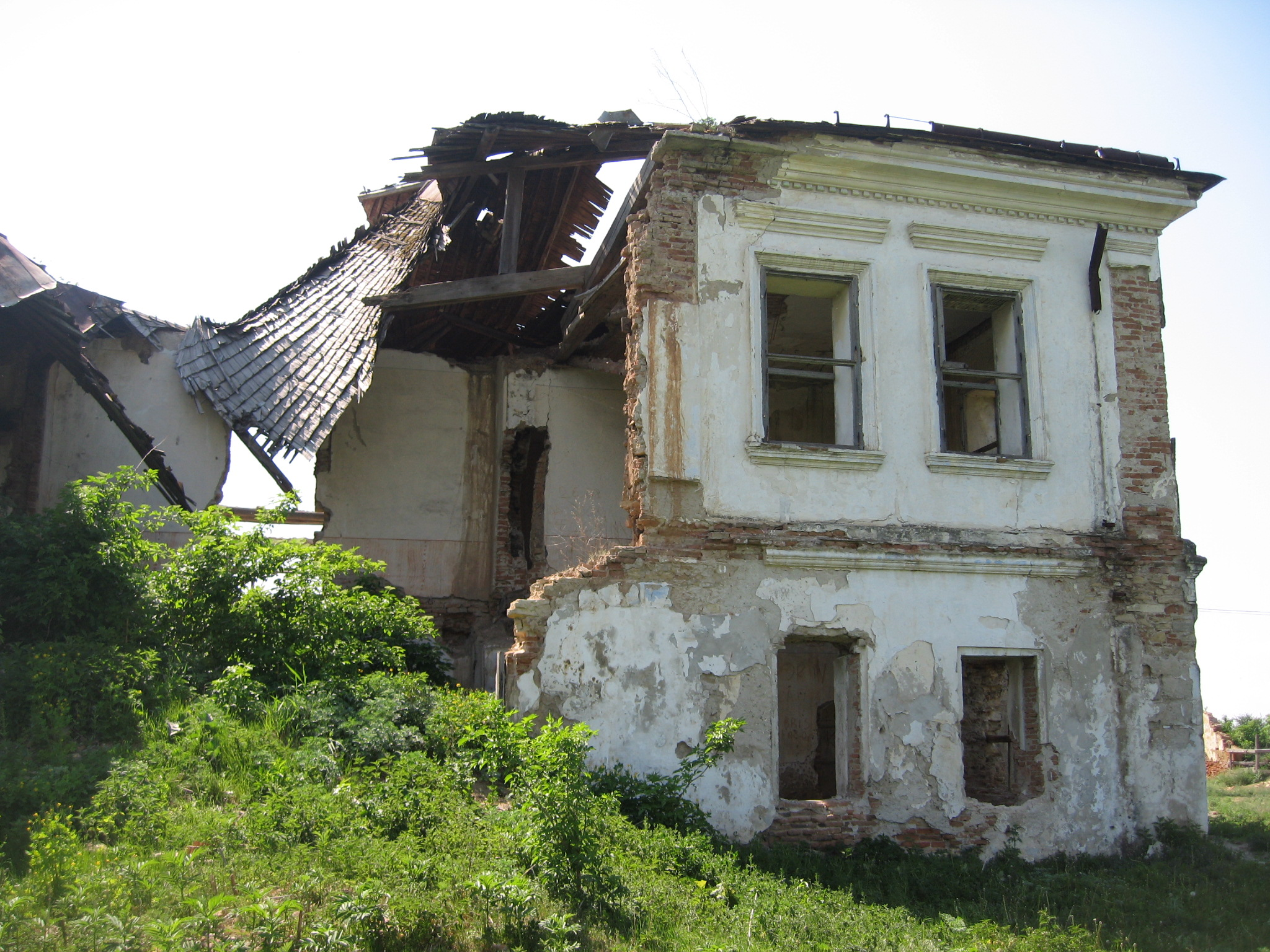
Partea din spate a conacului
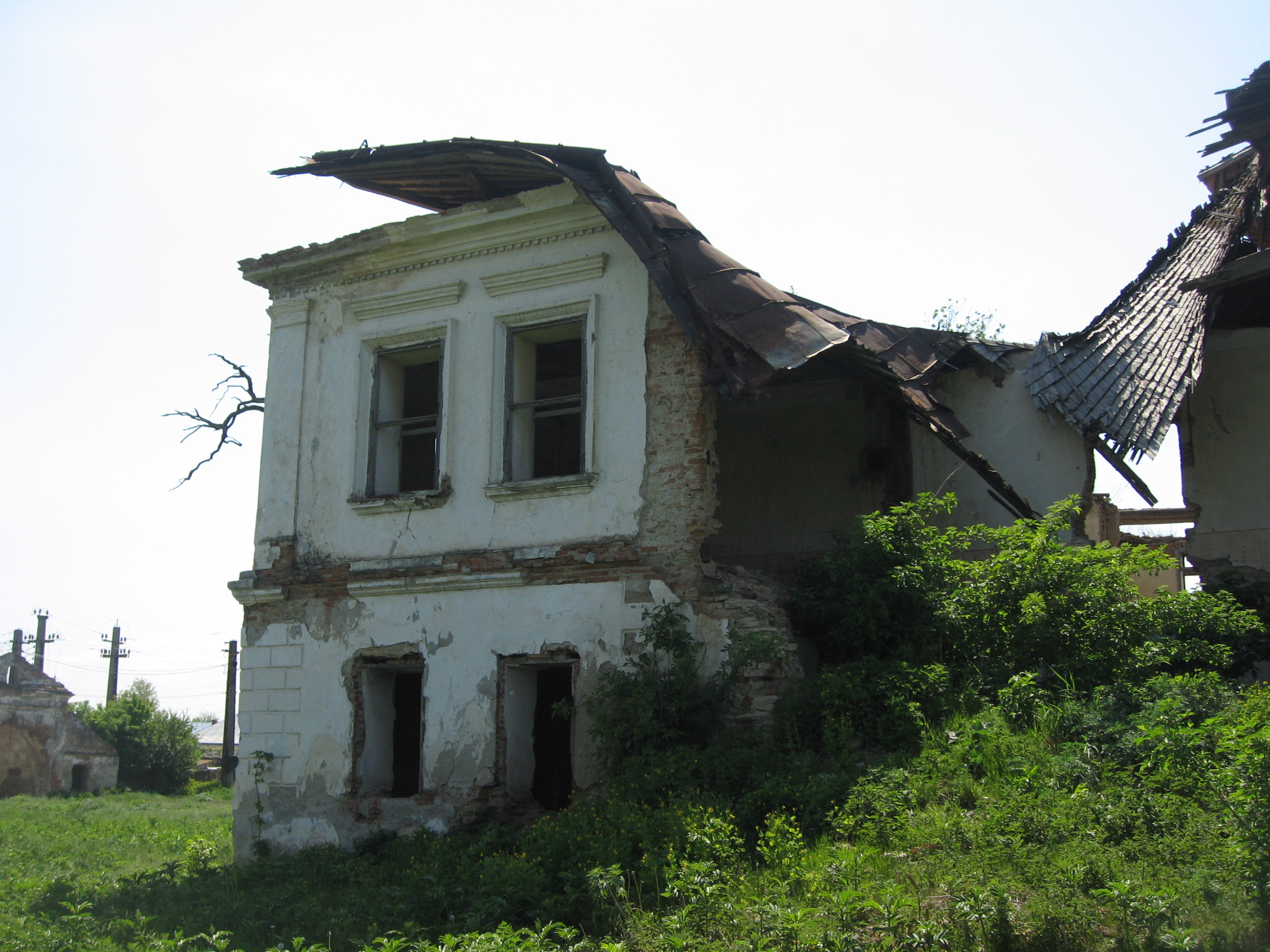
Partea din spate a conacului
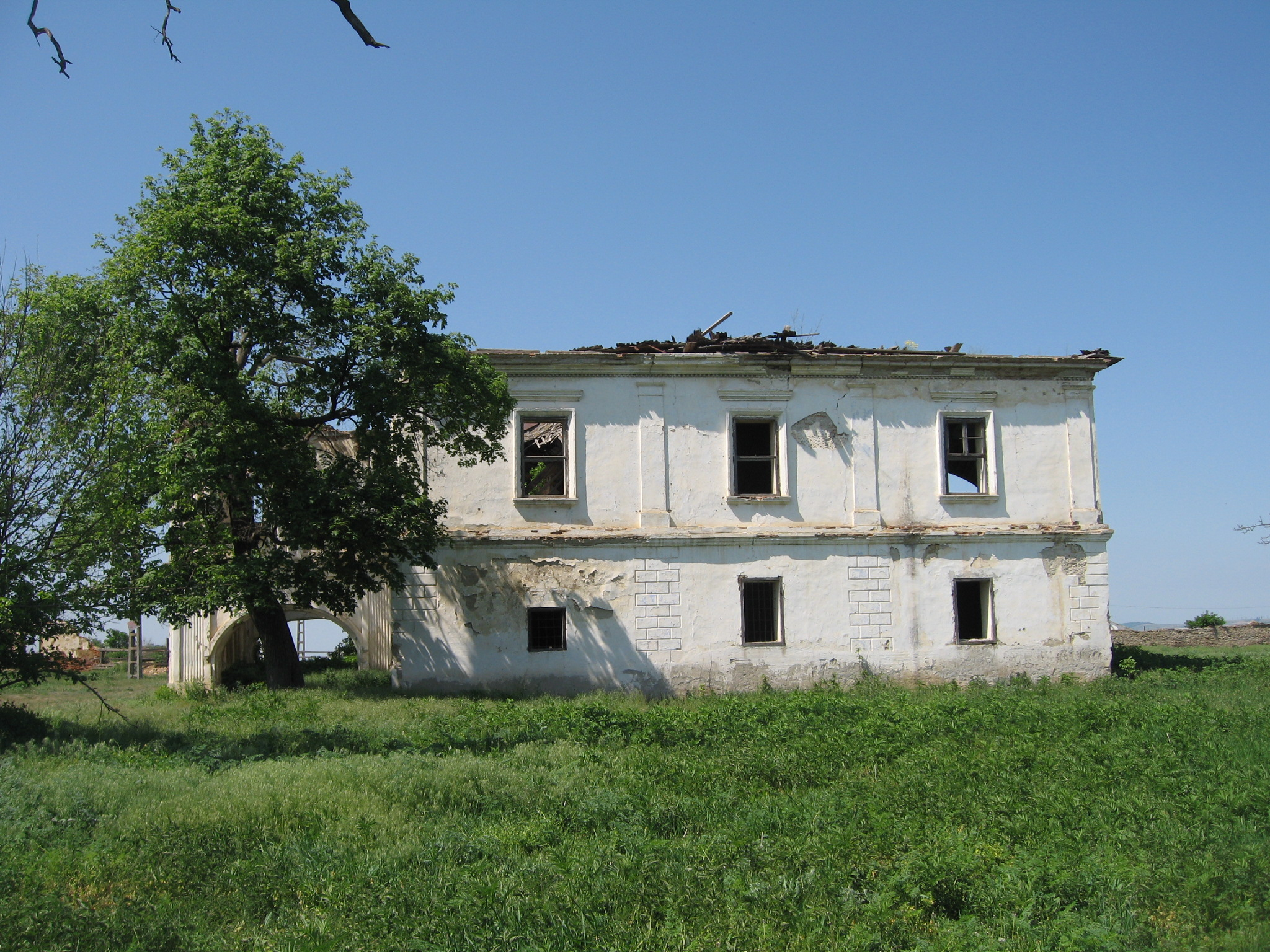
Partea dinspre poartă a conacului
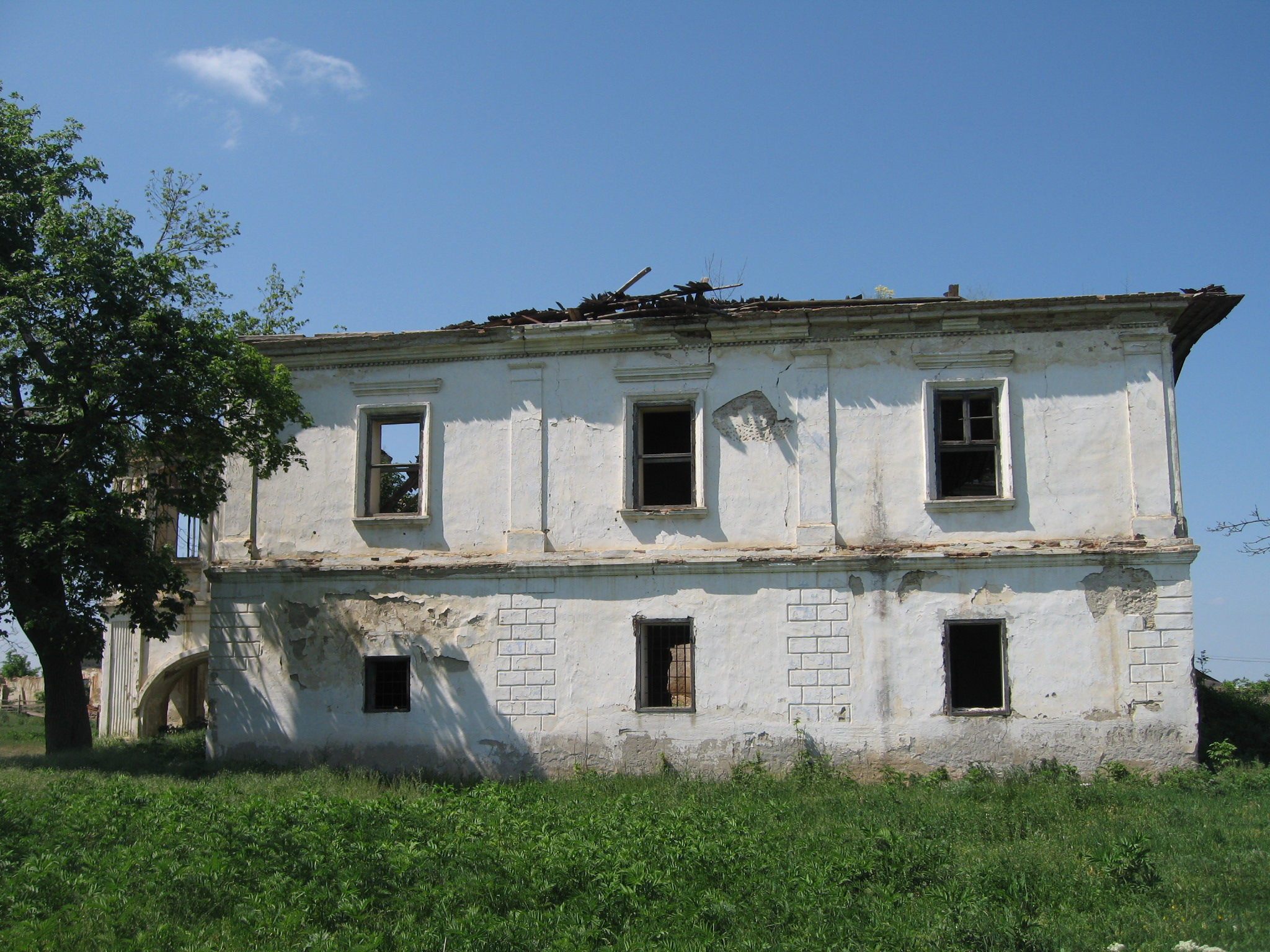
Partea dinspre poartă a conacului
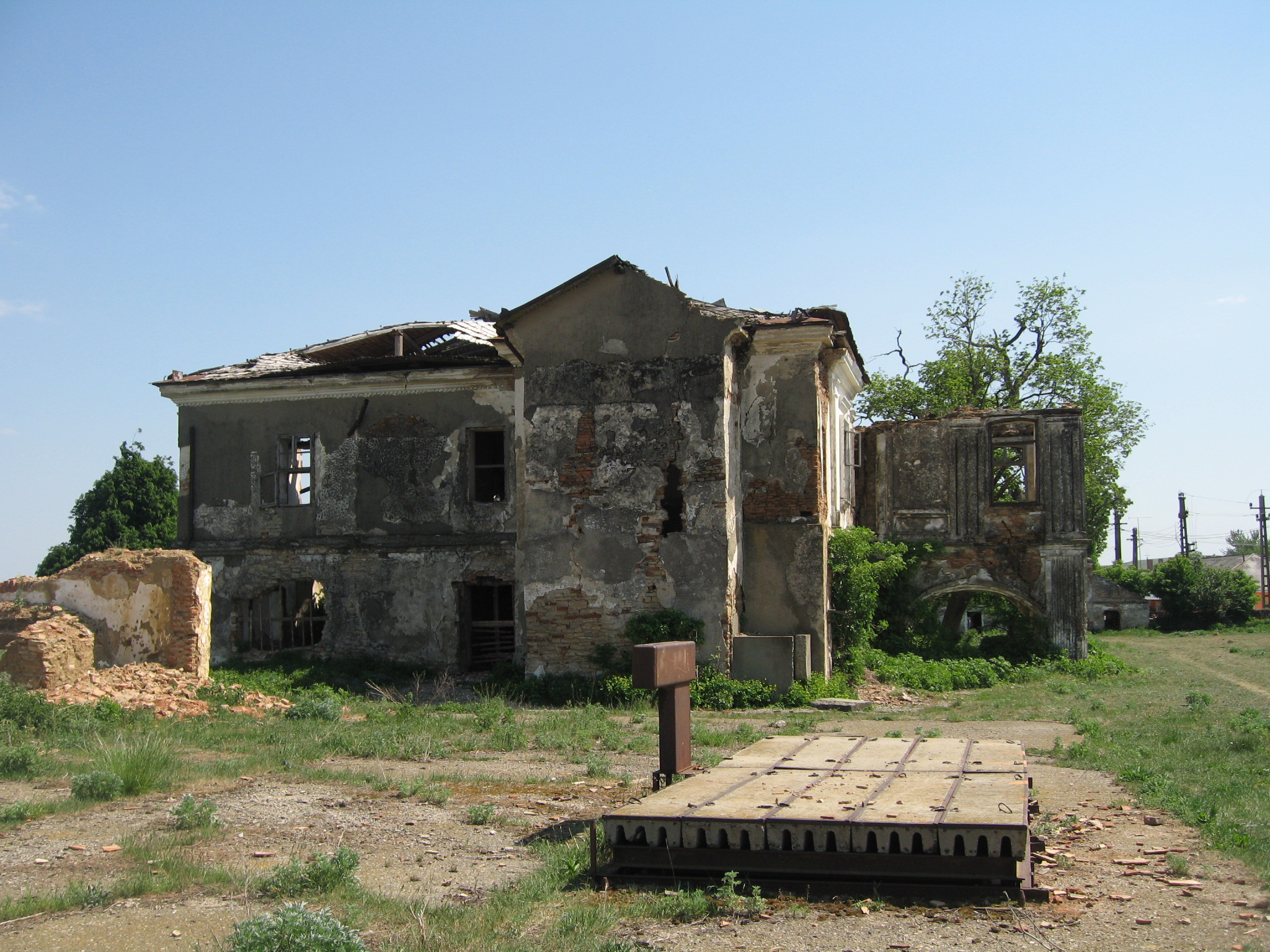
Urmele devastării
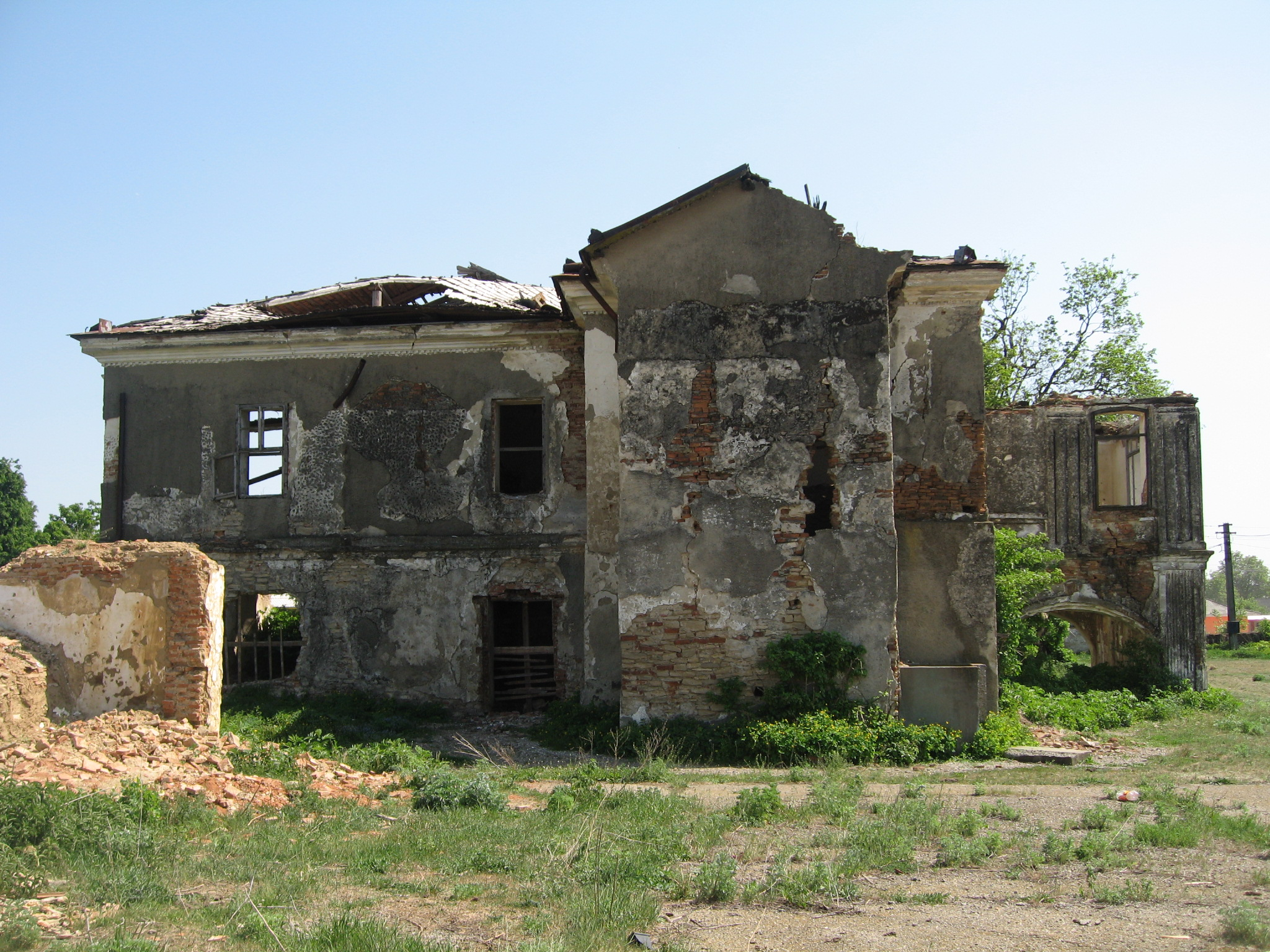
Urmele devastării
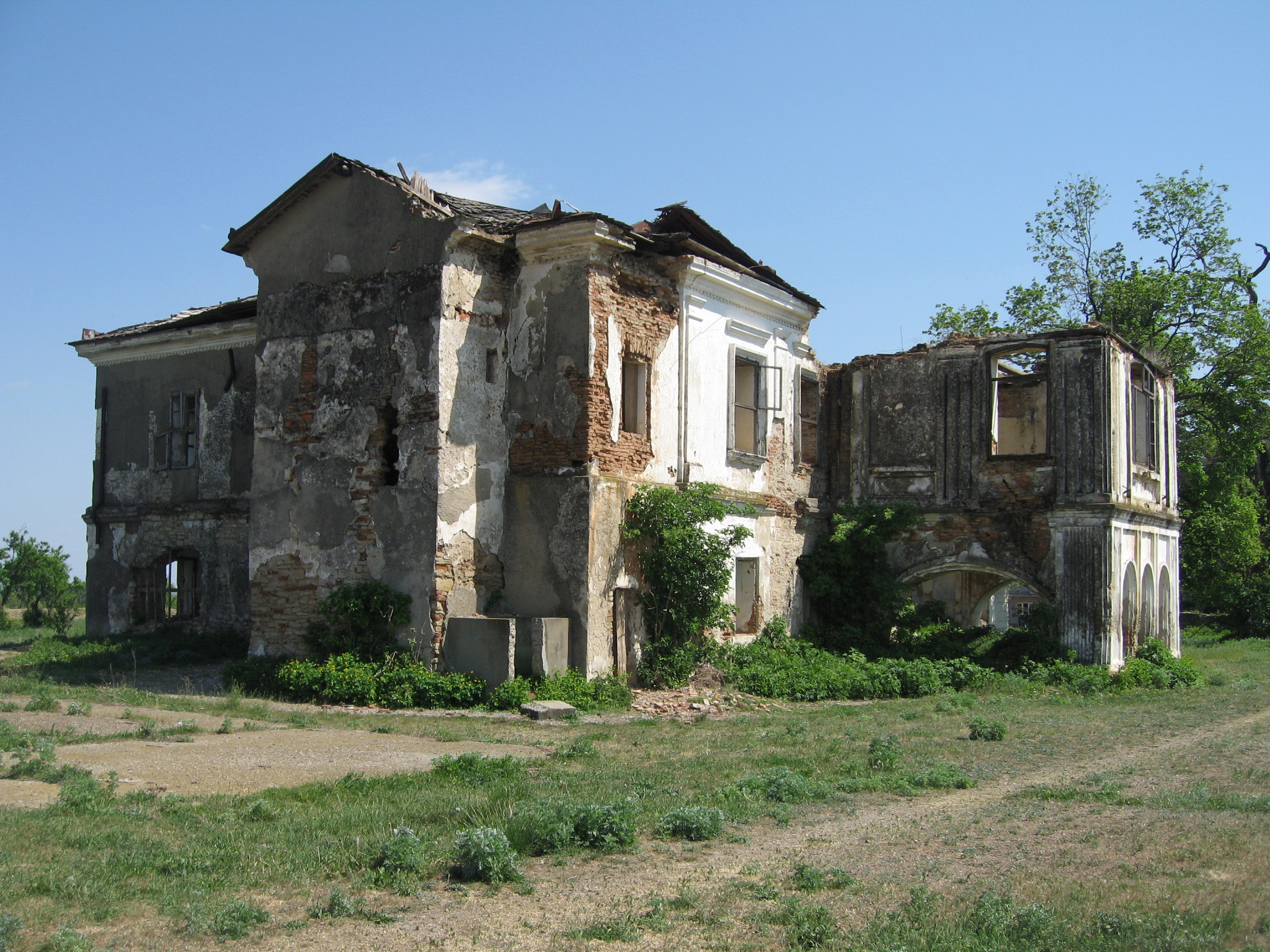
Urmele devastării
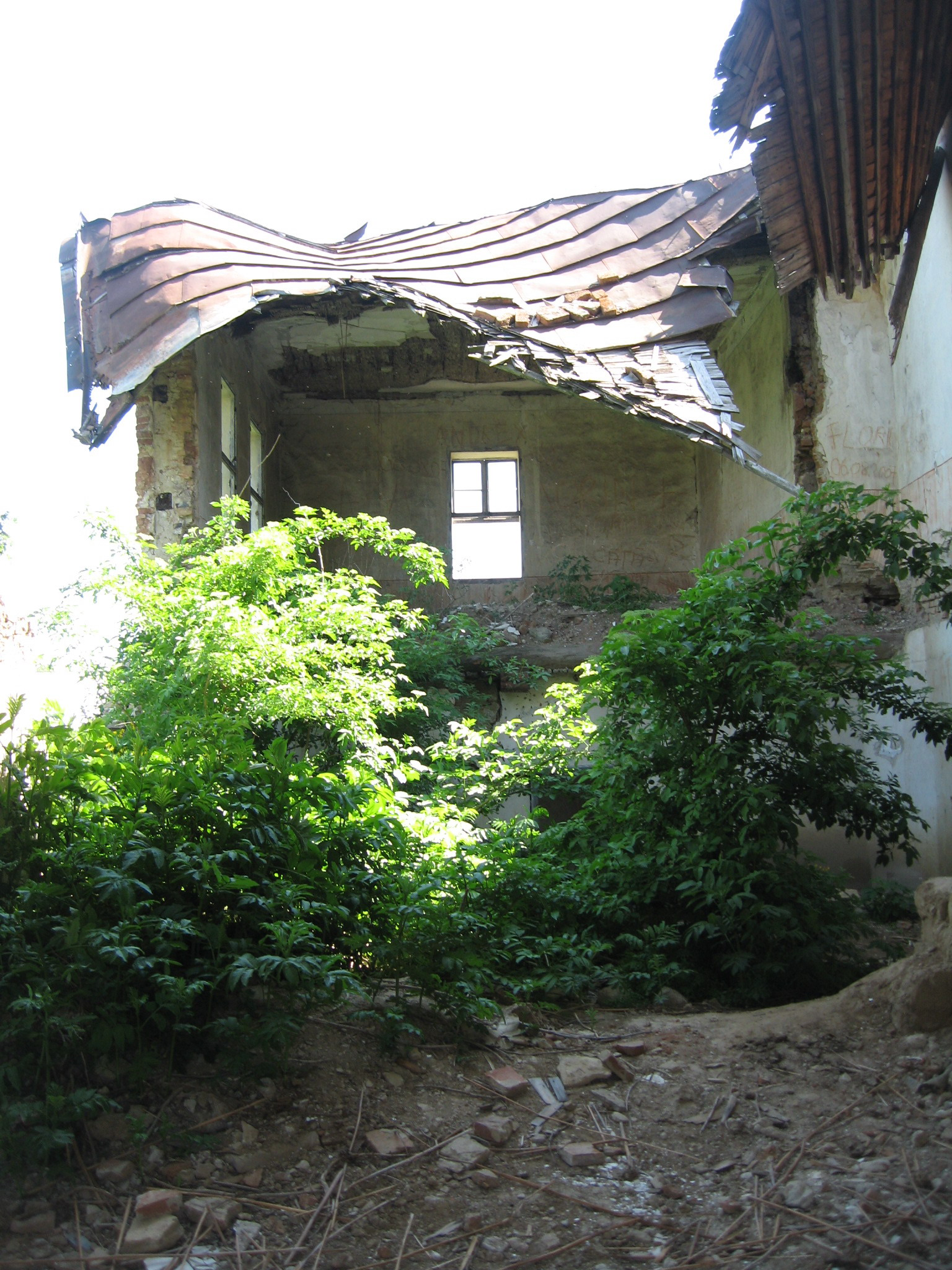
Interior devastat
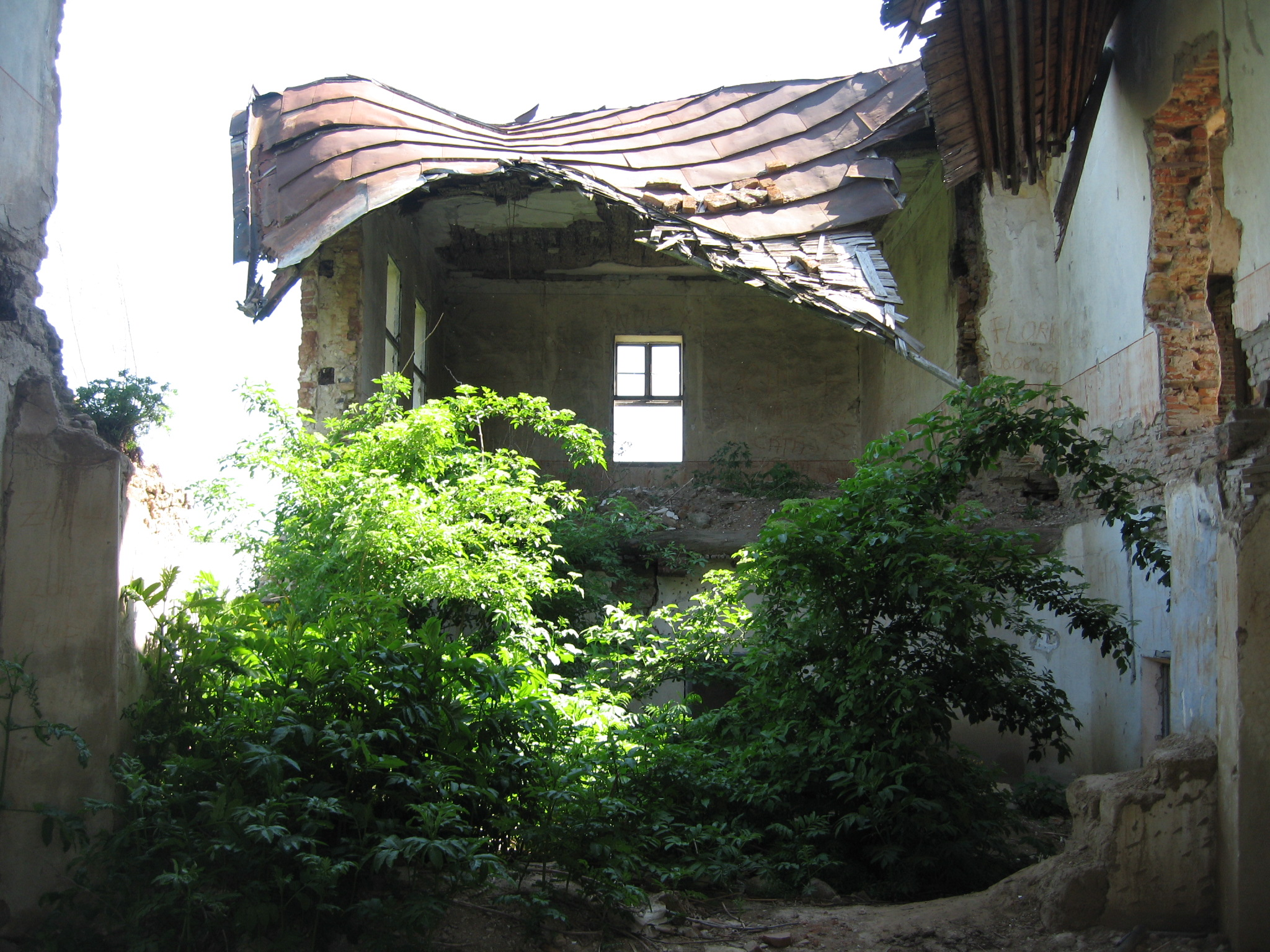
Interior devastat
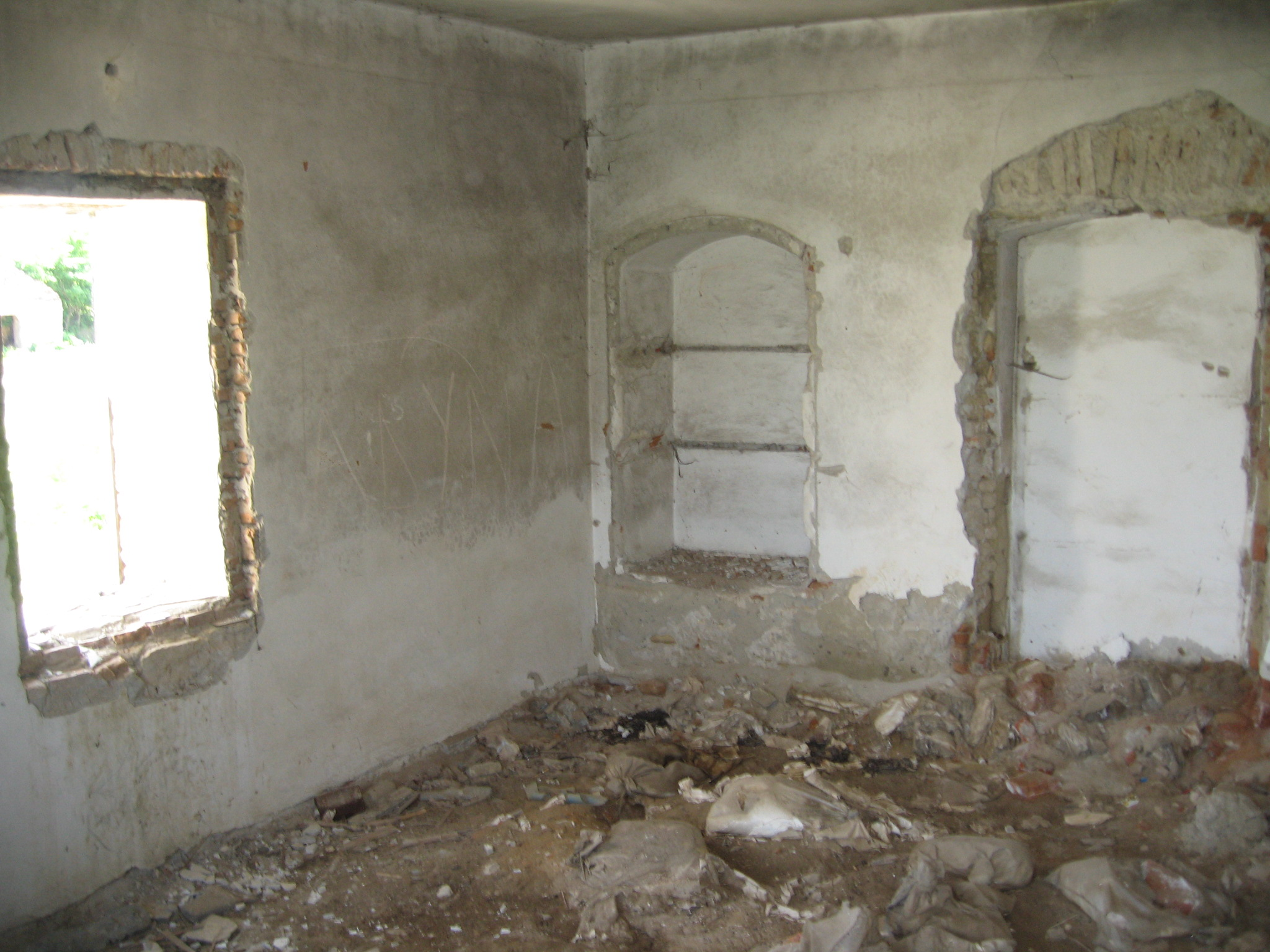
Interior devastat
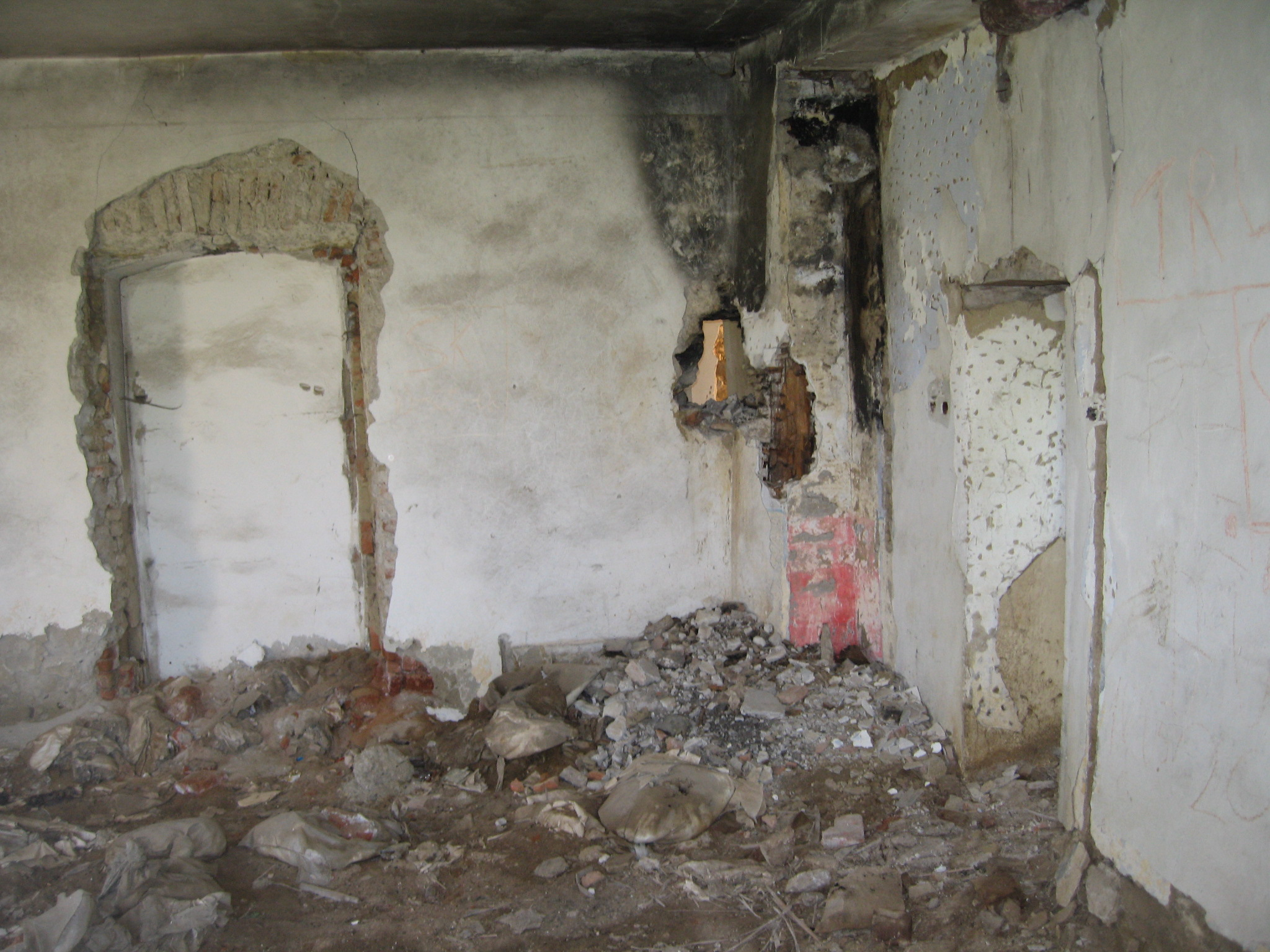
Interior devastat
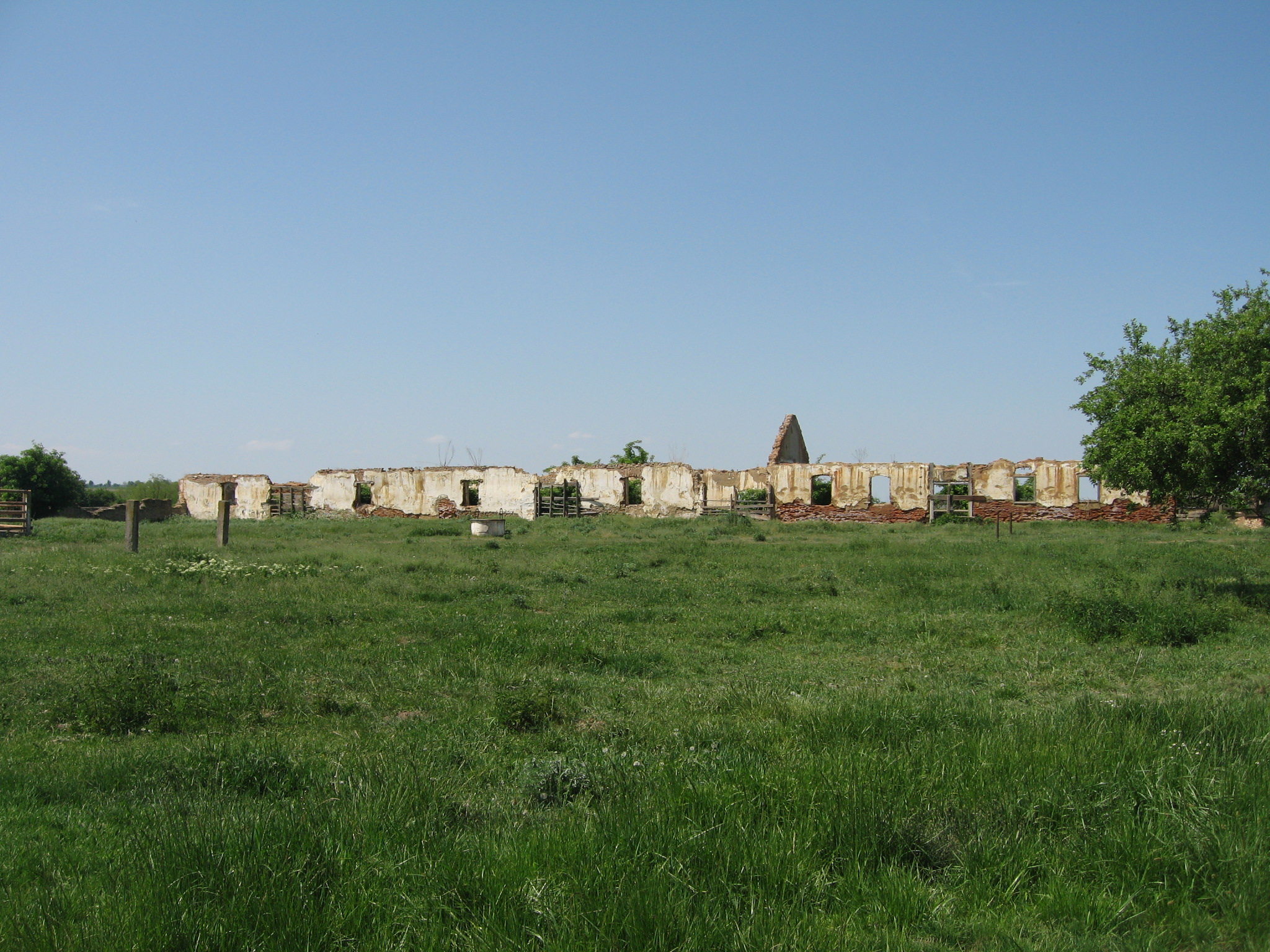
Hambare
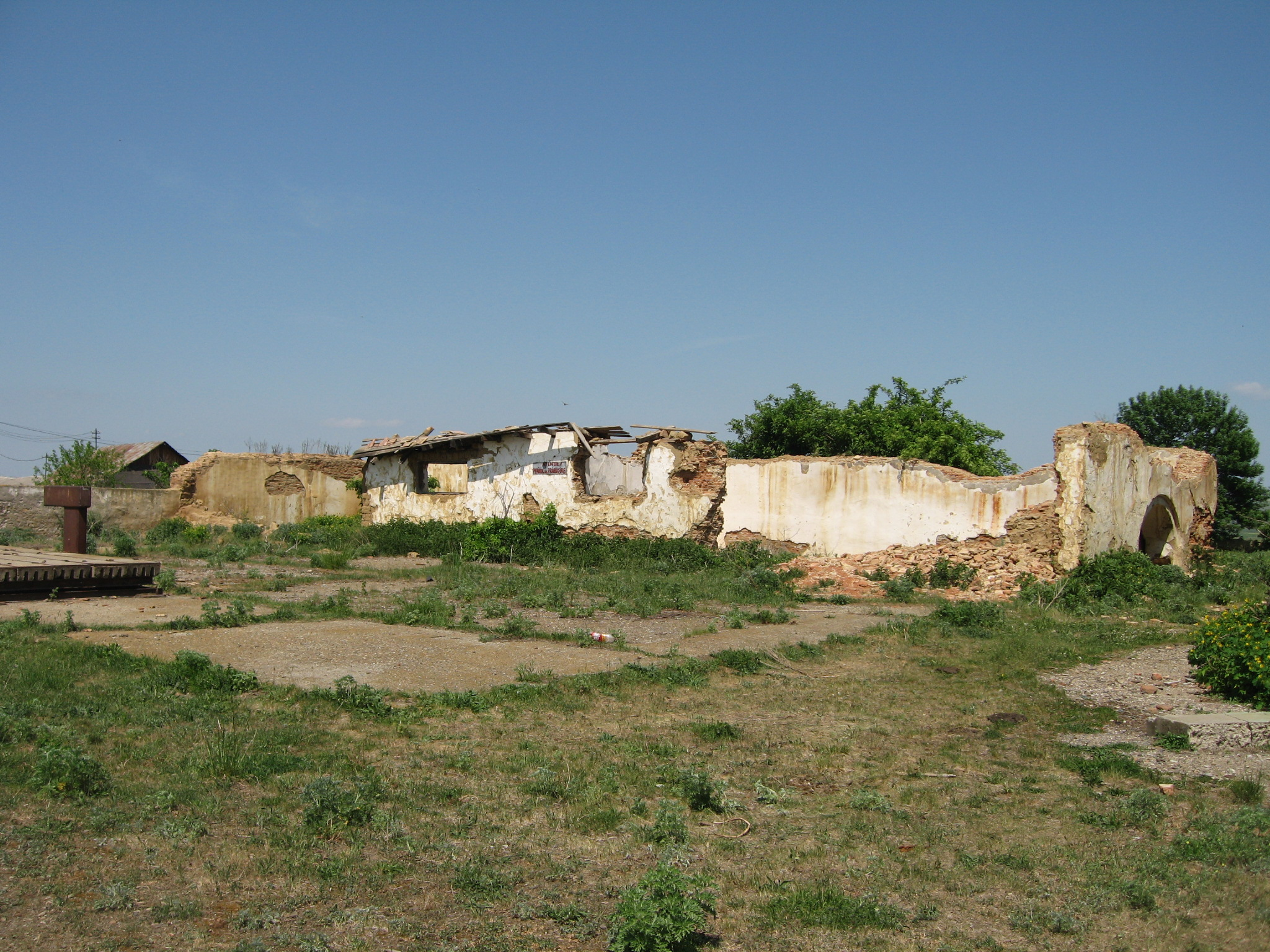
Hambare
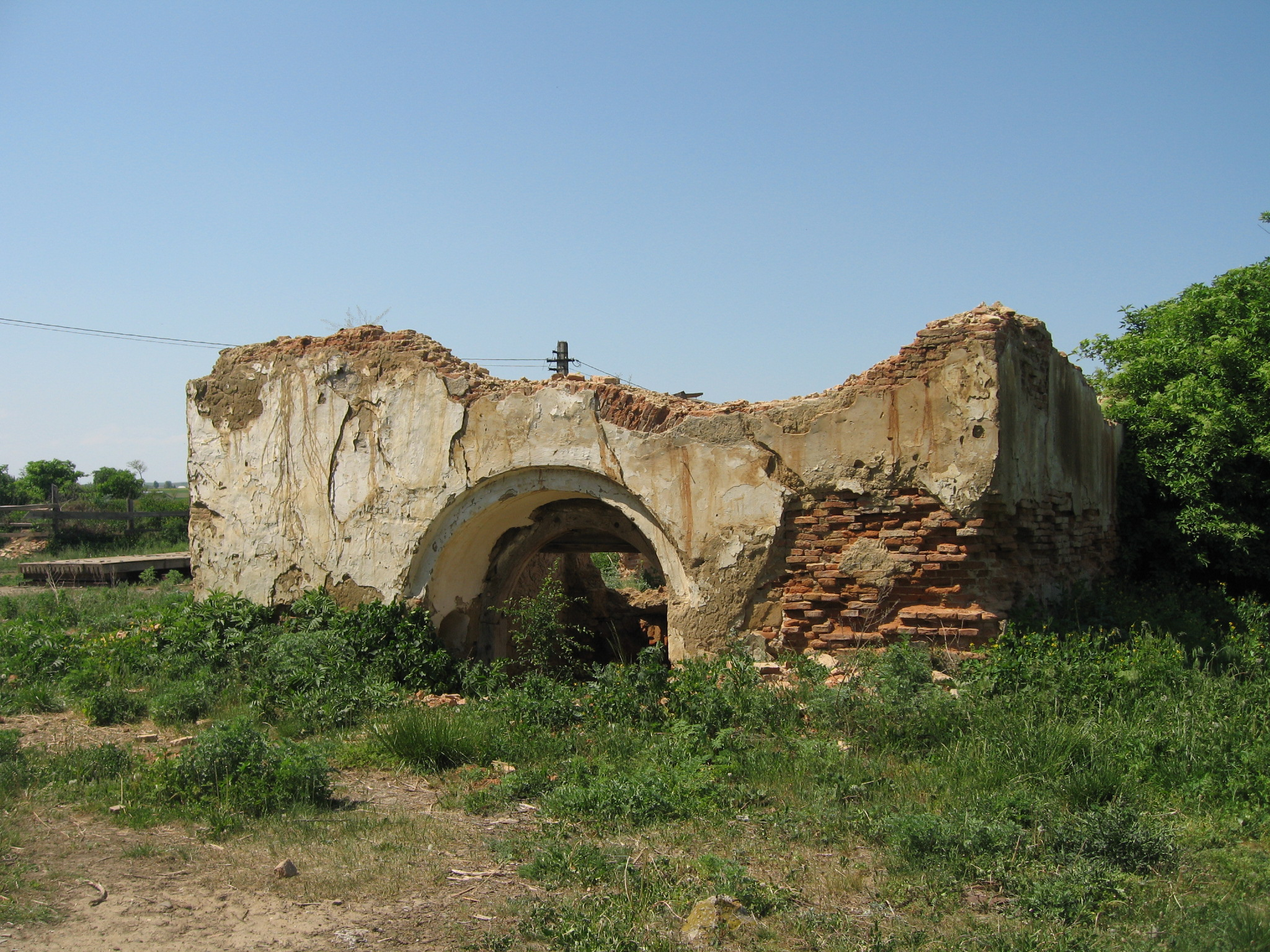
Beci
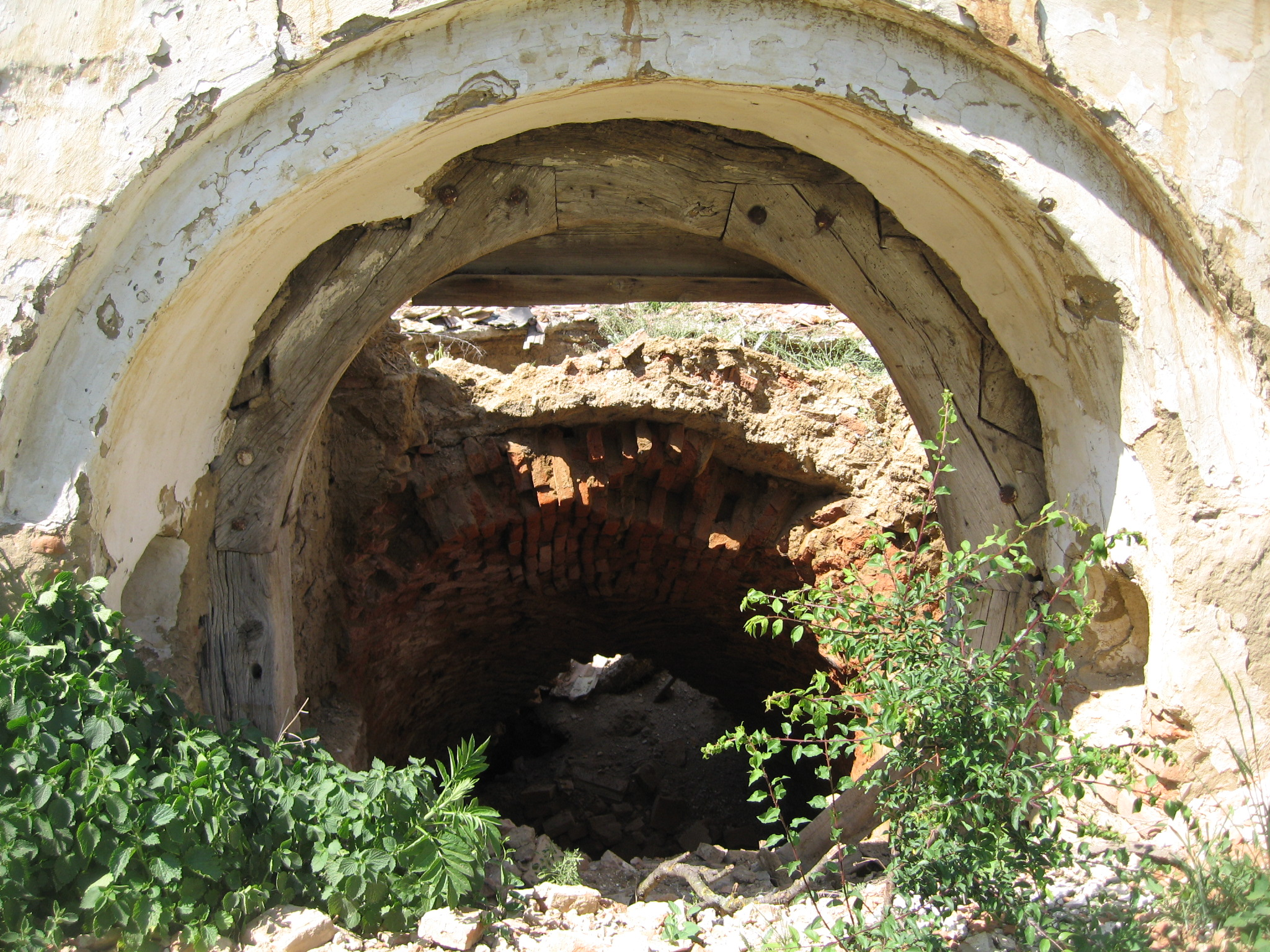
Beci
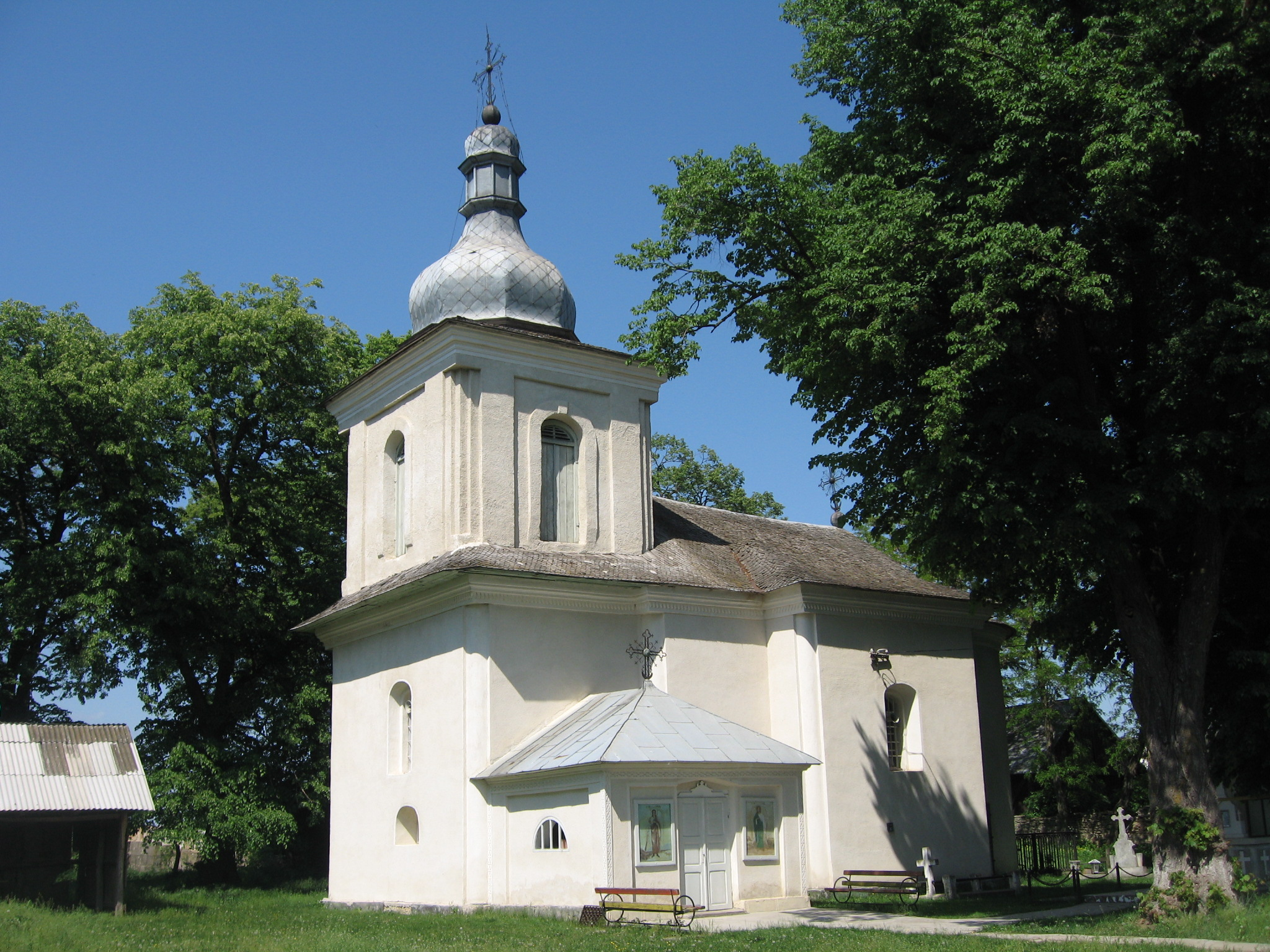
Biserica conacului, monument istoric
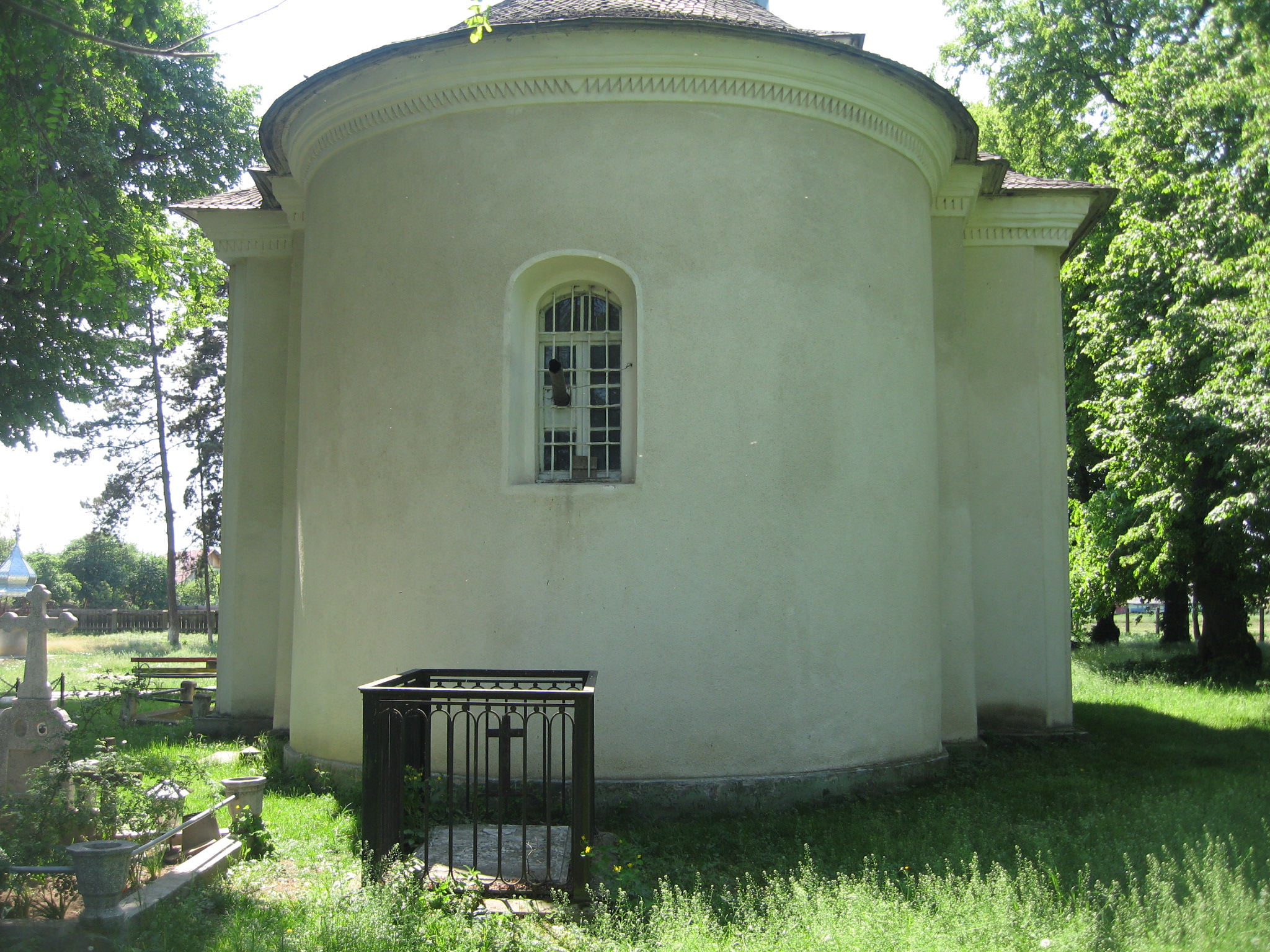
Mormântul lui Ştefan Catargiu lângă altarul bisericii
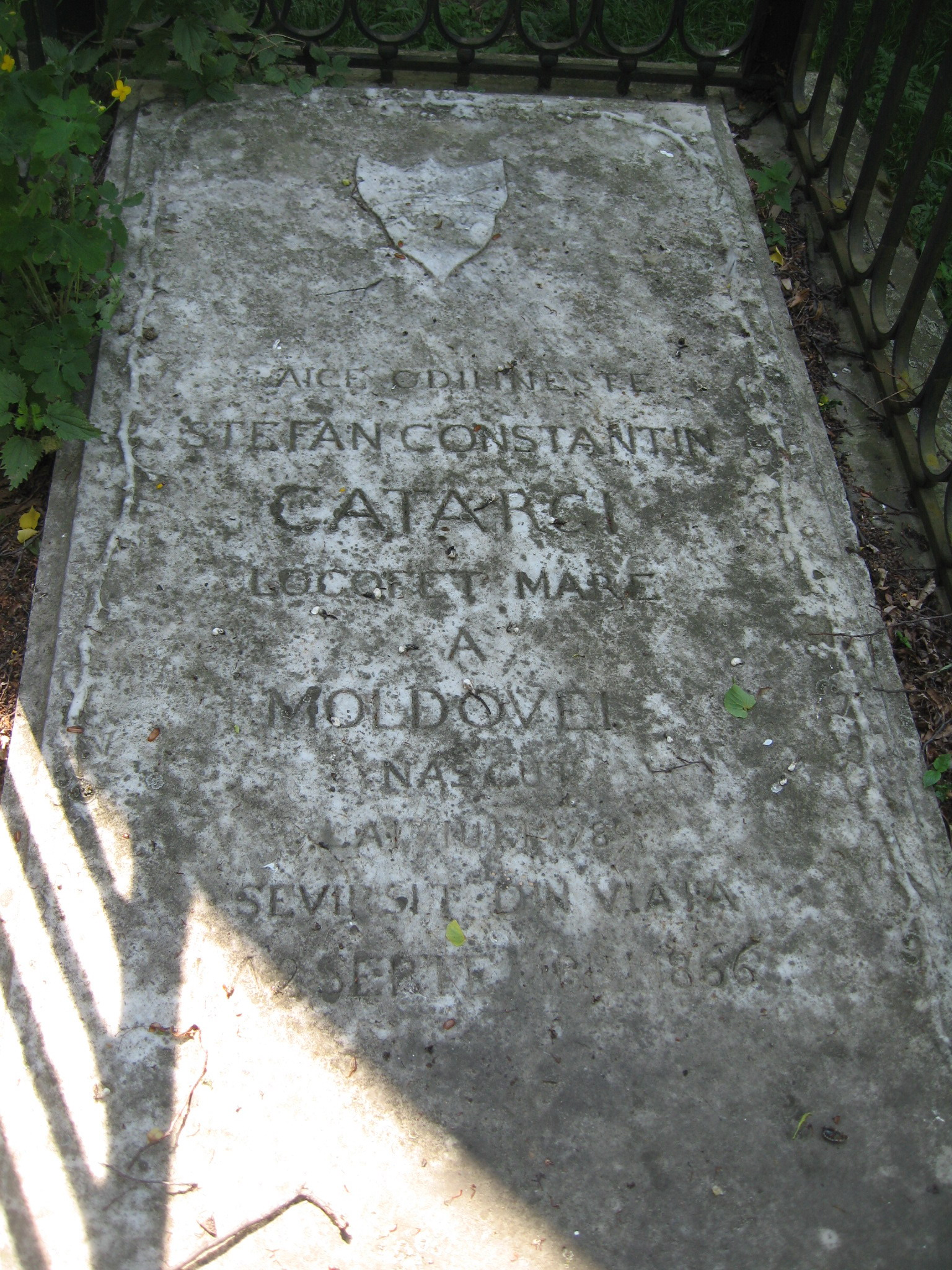
Placa funerară de pe mormântul lui Ştefan Catargiu